# Denver
Denver (pronunciado en inglés /ˈdɛnvɚ/; oficialmente, ciudad y condado de Denver) es la capital y la ciudad más grande del estado de Colorado en Estados Unidos. Es una ciudad-condado consolidada situada en el valle del río Platte Sur en High Plains, al este de la Cordillera Front en las Montañas Rocosas. Recibe el apodo de Mile-High City debido a que su altitud oficial es exactamente una milla (1609 metros) sobre el nivel del mar. El meridiano 105° al oeste de Greenwich pasa a través de la Union Station, siendo el punto referencia para el Tiempo de la Montaña. El área metropolitana de la ciudad de Denver es mucho menor que la de la segunda ciudad más poblada de Colorado, Colorado Springs.
En el Censo de 2015 la población de Denver era de 682 545 habitantes, convirtiéndose en la decimonovena ciudad más poblada del país. El área metropolitana de Denver-Aurora contaba con 2 814 330 habitantes en 2015, ocupando la decimonovena posición en la estadística de áreas metropolitanas más pobladas de los Estados Unidos, mientras que el área estadística combinada Denver-Aurora-Boulder tuvo una estimación de 3 418 876 habitantes y se convirtió en la decimosexta área metropolitana más poblada de la nación.

## Toponimia
El general William Larimer fundó y nombró a la ciudad Denver City en homenaje al gobernador territorial de Kansas, James W. Denver; posteriormente, el nombre se abrevió a Denver. El gentilicio para denominar a los habitantes de esta ciudad es denveriano («denverites», en inglés).

## Historia

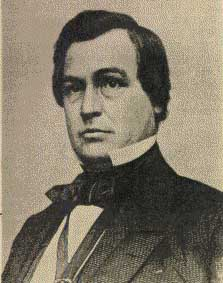
El exgobernador del Territorio de Kansas, James W. Denver, visitó su ciudad homónima en 1875 y en 1882.

La ciudad de Denver se fundó en noviembre de 1858 como un pueblo minero durante la fiebre del oro de Pikes Peak, en el oeste del territorio de Kansas. Ese verano, un grupo de buscadores de oro de Lawrence, Kansas, llegaron y fundaron la ciudad de Montana a orillas del río Platte Sur. Este fue el primer asentamiento en lo que posteriormente se convertiría en la ciudad de Denver. Sin embargo, el sitio se desvaneció rápidamente y fue abandonado a favor de Auraria (nombrada así por la ciudad minera del oro de Auraria, Georgia) y de la ciudad de San Carlos en el verano de 1859. La ciudad de Montana es ahora Grant-Frontier Park, donde se muestra equipamiento de minería y la réplica de una cabaña de la época.
El 22 de noviembre de 1858, el general William Larimer, un especulador de tierras del este de Kansas, colocó troncos de álamos para hacer una reclamación sobre la colina que domina la confluencia del río Platte Sur y Cherry Creek, a través del arroyo del asentamiento minero de Auraria. Larimer nombró al sitio ciudad de Denver para congraciarse con el gobernador del Territorio de Kansas, James W. Denver. Larimer esperaba que el nombre del pueblo ayudara a convertirse en sede del condado de Arapaho, pero, y sin saberlo Larimer, el gobernador Denver ya había dimitido de su cargo. Se podía acceder a la ciudad fácilmente mediante los senderos existentes y a través del río South Platte desde la zona donde se ubicaban los campamentos estacionales de los Cheyenne y Arapaho. El emplazamiento original de estas ciudades es ahora el enclave de Confluence Park, en el centro de Denver. Larimer, junto a sus socios de St. Charles City Land Company, vendió parcelas en la ciudad a los comerciantes y mineros, con la intención de crear una gran ciudad que atrajera a nuevos emigrantes. La ciudad de Denver era una ciudad fronteriza, con una economía basada en ofrecer servicios a los mineros locales, como el juego o los típicos salones; surtir de mercancías a las actividades ganaderas y centralizar el comercio de bienes del área circundante.

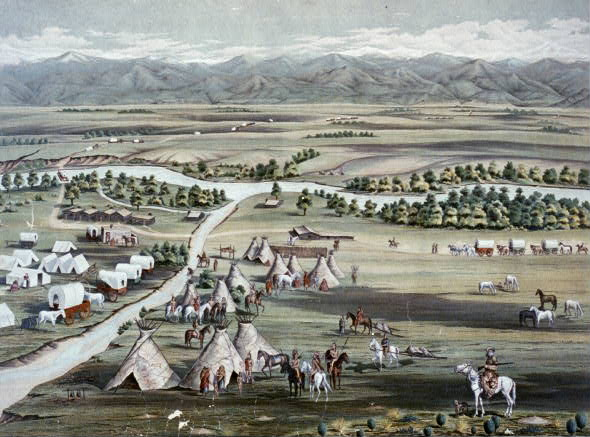
Denver en 1859

El territorio de Colorado se delimitó el 28 de febrero de 1861; el condado de Arapahoe se formó el 1 de noviembre de 1861, y la ciudad de Denver se incorporó el 7 de noviembre de 1861. En 1865, la ciudad de Denver se convertiría en la capital territorial. Con su nueva importancia, la ciudad acortaría su nombre a sólo Denver. El 1 de agosto de 1876, Denver se convirtió en la capital del estado de Colorado, cuando este fue admitido en la Unión.
Entre 1880-1895 la ciudad experimentó un gran aumento de la corrupción, con mafiosos como Soapy Smith trabajando con la connivencia de los oficiales electos y la policía, controlando las elecciones, el juego y las bandas. En 1887, el precursor de la caridad internacional United Way fue formado en Denver por los líderes religiosos locales que recaudaron fondos y coordinaron varias organizaciones benéficas para ayudar a los pobres de Denver. En 1890, Denver llegó a ser la segunda ciudad más grande al oeste de Omaha, pero en 1900 descendió al tercer lugar detrás de San Francisco y Los Ángeles.
En 1901, la Asamblea General de Colorado votó para separarse del condado de Arapahoe en tres partes: una nueva consolidada Ciudad y Condado de Denver, un nuevo condado de Adams, y el resto del condado de Arapahoe, que pasaba a denominarse el condado del sur de Arapahoe. Un fallo de la Corte Suprema de Colorado y un referéndum retrasó la creación de la Ciudad y Condado de Denver hasta el 15 de noviembre de 1902.
Denver ha sido anfitrión de la Convención Nacional Demócrata en dos ocasiones, durante 1908, y nuevamente en 2008, aprovechando la oportunidad para promover la situación de la ciudad en el escenario nacional, político y socioeconómico.
Denver fue seleccionado en 1970 para albergar los Juegos Olímpicos de Invierno de 1976, coincidiendo con la celebración del centenario de Colorado, pero en noviembre de 1972 los ciudadanos del estado de Colorado votaron contra la utilización de fondos públicos para sostener las Olimpíadas. Posteriormente, los Juegos se trasladaron a Innsbruck (Austria). Denver tiene así la notoriedad de haberse convertido en la única ciudad que se ha negado celebrar una Olimpiada después de ser elegida, lo cual ha dificultado una posterior nueva elección. El movimiento contra la celebración de los Juegos Olímpicos se basó en gran medida en las cuestiones ambientales y fue encabezada por el entonces representante estatal Richard Lamm, que posteriormente fue elegido en tres ocasiones (1974-1986) como gobernador de Colorado.
Denver ha sido conocido históricamente como Queen City of the Plains (Reina de las Llanuras) a causa de su importante papel en la industria agrícola de las regiones de las llanuras a lo largo de las estribaciones de la Colorado Front Range. Varios buques de la Armada de los Estados Unidos han sido nombrados USS Denver en honor a la ciudad.

## Geografía
Denver se sitúa en el centro del Corredor Urbano de Front Range, entre las Montañas Rocosas al oeste y las High Plains al este. De acuerdo con la Oficina del Censo de los Estados Unidos, la ciudad tiene una superficie total de 401.3 km², de los cuales 4.1 km², de los que el 1.03 % es agua. La ciudad y condado de Denver está rodeada por tres condados: Adams County al norte y este, Arapahoe County al sur y este, y Jefferson County al oeste.

### Mapas

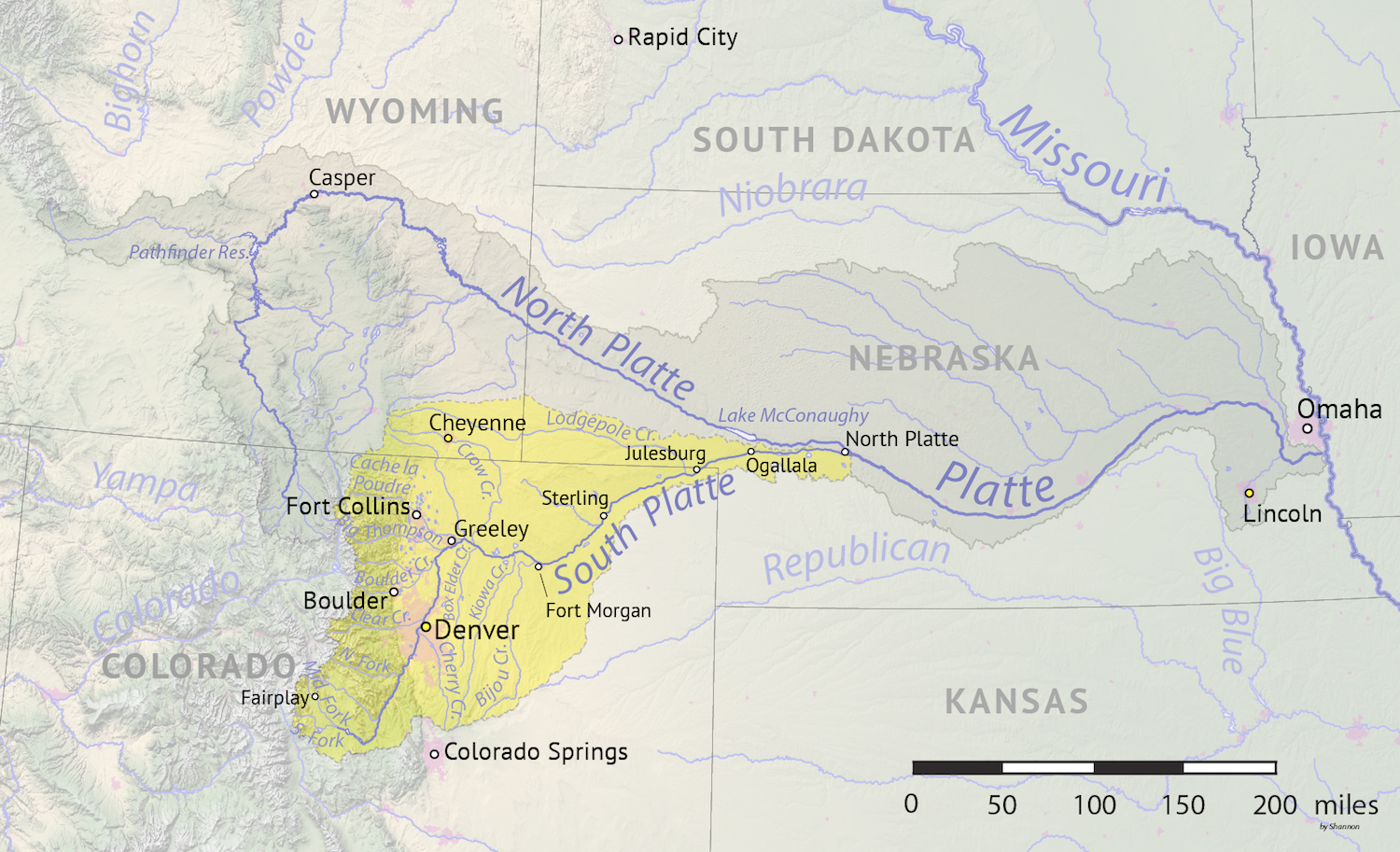
Denver en un mapa del río Platte del Norte
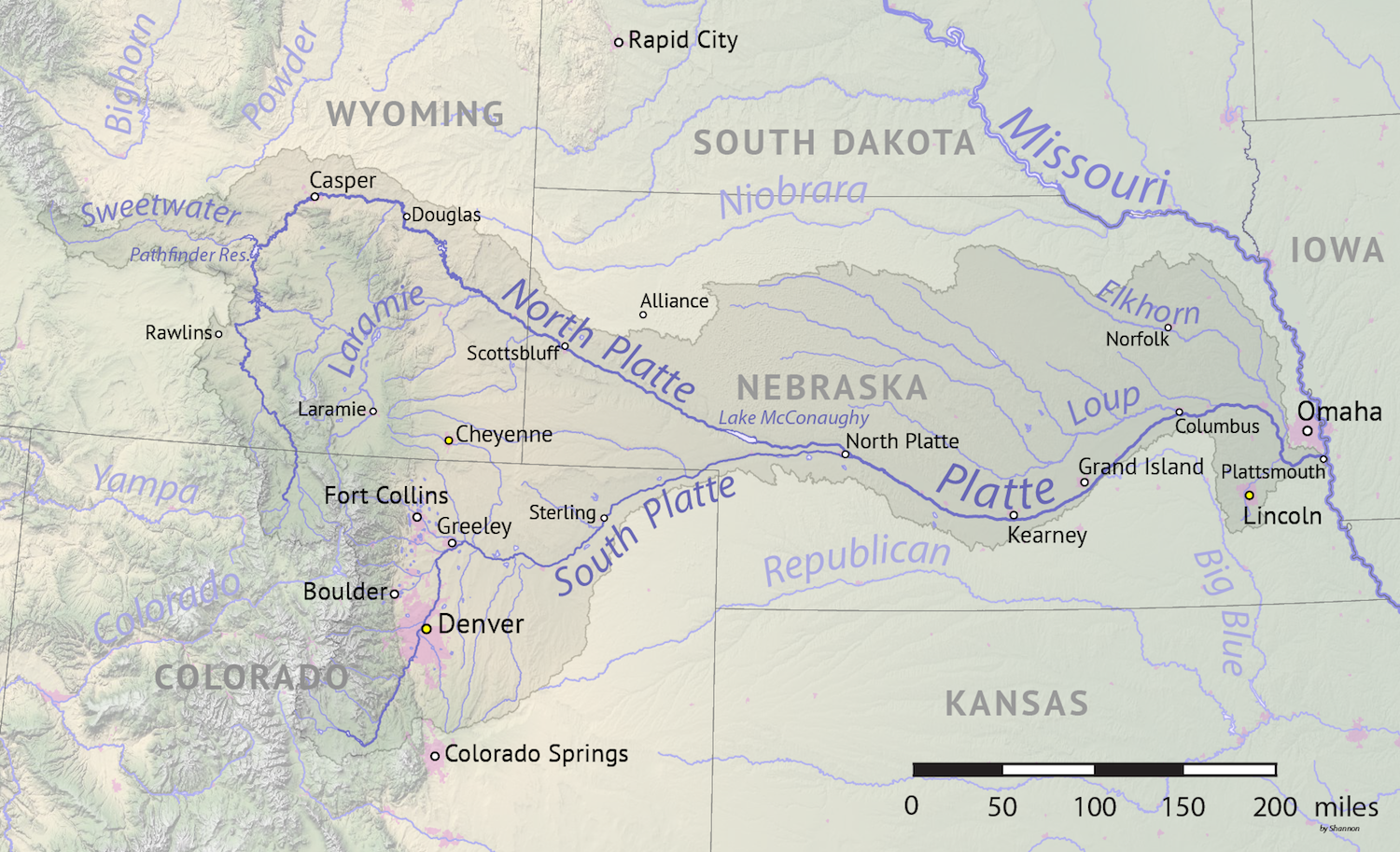
En mapa del río Platte
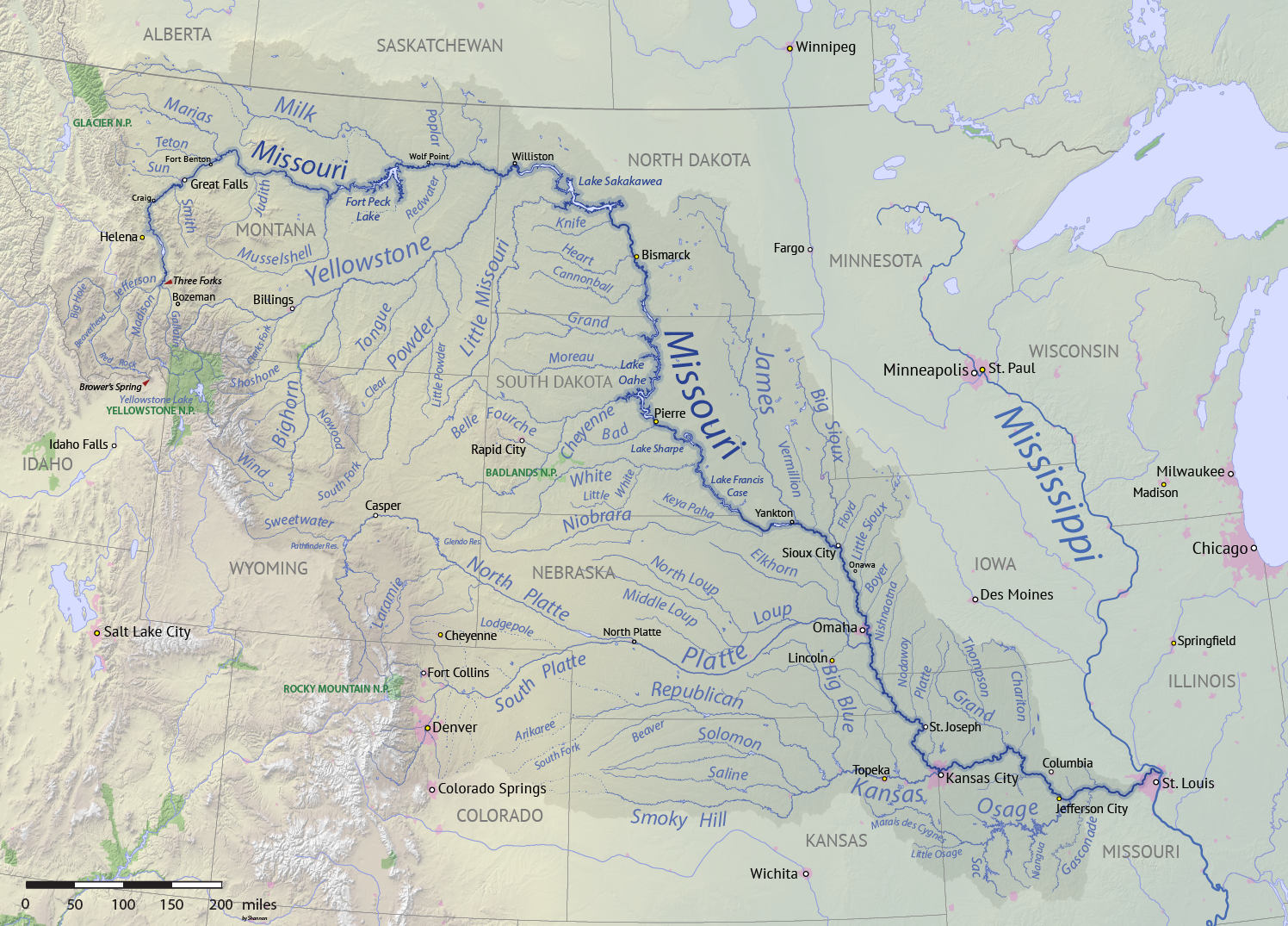
En mapa del río Misuri
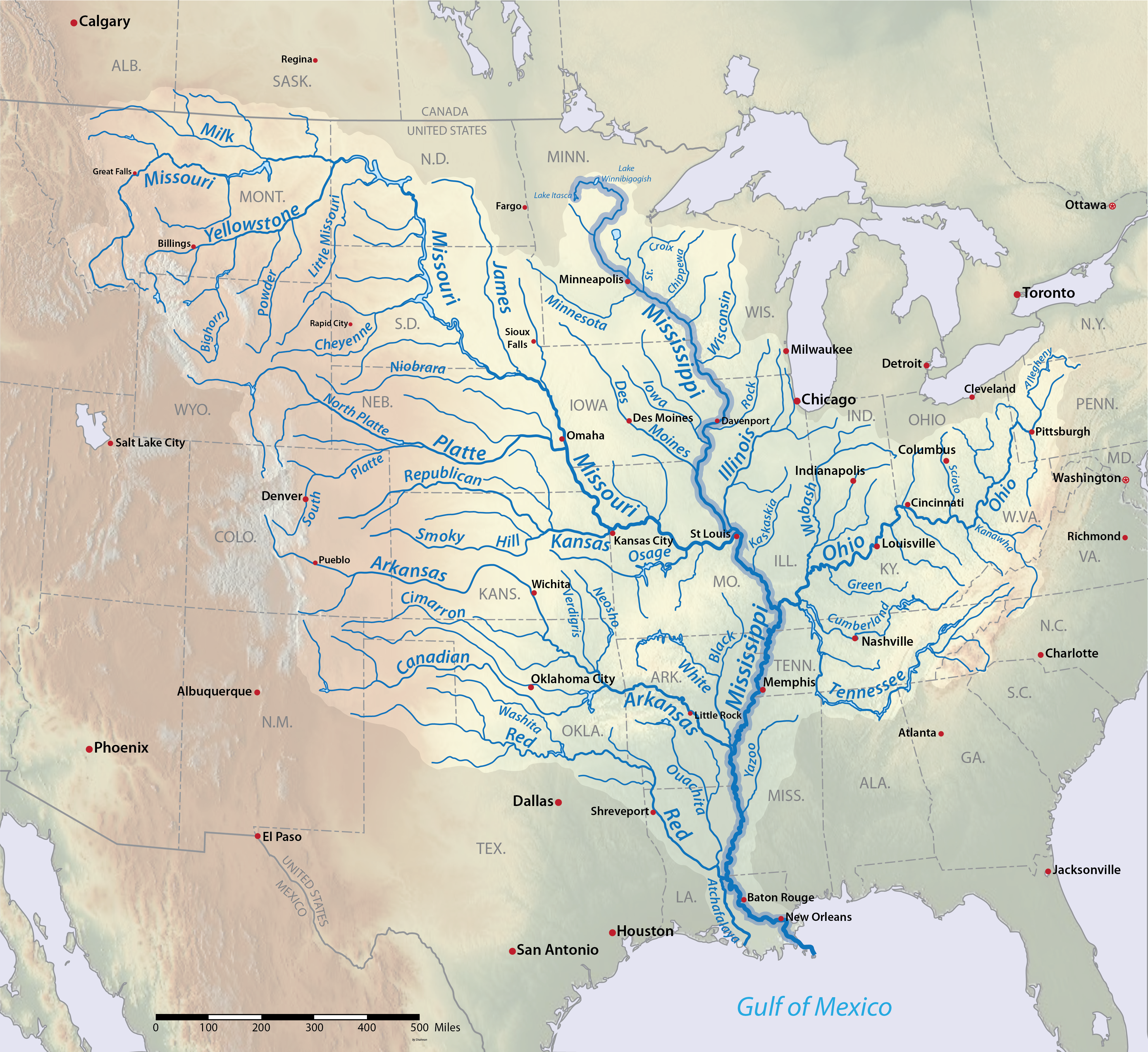
Y en la cuenca del río Misisipi

### Clima
Denver tiene una climatología semi-desértica (BSk, en la Clasificación climática de Köppen) con cuatro estaciones diferenciadas. Aunque Denver está situada en las Grandes Llanuras, el clima de la ciudad y de la región está fuertemente influenciado por la proximidad de las Montañas Rocosas en el oeste. El clima es considerado como desértico, aunque, generalmente leve en comparación con las montañas al oeste y las llanuras más al este, puede ser muy impredecible. Antes de la colonización de la ciudad, el paisaje de Denver lo componían, principalmente praderas y tierras desérticas. Debido a que la mayor parte de Denver y sus suburbios se asientan en una especie de «cuenco», la ciudad, a menudo, queda protegida de fuertes y fríos vientos. Han llegado a caer nevadas relativamente considerables en el área de Denver a finales de junio y comienzos de septiembre.
La temperatura media en Denver es de 10.1 °C, y el promedio anual de precipitaciones es de 402 mm. La primera nevada de la temporada, en general, se produce a finales de octubre y la última nevada a finales de abril, con un promedio de 156 cm acumulado en toda la temporada. El Servicio Meteorológico Nacional registra un promedio anual de horas de sol del 69 % de las horas solares totales posibles.

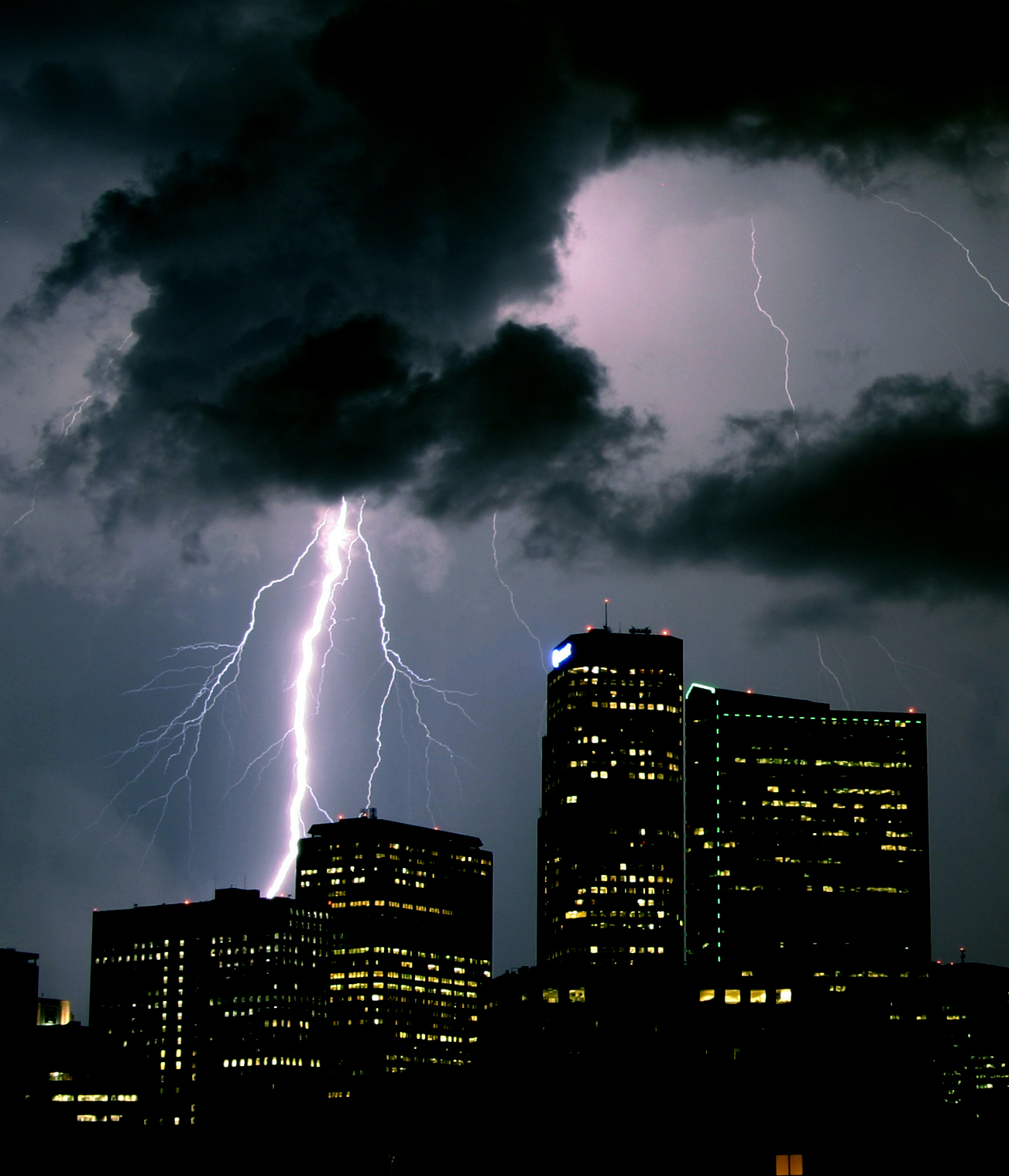
Noche de tormenta en Denver.

Los inviernos en Denver pueden variar de leves a fríos, y aunque suelen caer grandes cantidades de nieve en las montañas al oeste de la ciudad, los efectos de las nubes orográficas secan el aire que pasa a lo largo de la Cordillera Front, blindando a la ciudad de las precipitaciones durante gran parte de la temporada. Además, los cálidos vientos chinook se dejan notar a medida que desciende de las montañas y suaviza en parte las temperaturas invernales de la ciudad. La temperatura más baja jamás registrada en Denver se registró el 9 de enero de 1875, con -39.5 °C, y la última vez que Denver registró una temperatura inferior a -29 °C fue en febrero de 2007, cuando la temperatura alcanzó los -30 °C.
La primavera trae consigo cambios significativos en Denver que puede verse afectada por las masas de aire de distintas partes. El aire del Ártico desde el norte, a menudo, se puede combinar con frentes de tormenta del Pacífico que conlleva alguna nevada a la ciudad. De hecho, marzo es el mes más propenso a las nevadas en Denver, con un promedio de 29.7 cm de nieve. Además, el aire caliente del Golfo de México puede aportar las primeras tormentas de la temporada, y el aire caliente continental puede traer consigo veranos cálidos y secos.
A partir de mediados de julio, el monzón provoca humedad tropical en la ciudad y con ella vienen con frecuencia tormentas vespertinas (y en ocasiones graves). Sin embargo, y a pesar de la humedad tropical, los niveles de humedad durante el día, por lo general, siguen siendo bajos. La media máxima durante el verano es de 31 °C y la media mínima de 15 °C. La temperatura más alta jamás registrada en Denver fue de 41 °C (Servicio Nacional de Meteorología).
En el otoño, el flujo de monzón tropical decrece y el aire del Ártico comienza a acercarse, y puede combinarse con la humedad de la costa noroeste del Pacífico para traer nevadas importantes a la ciudad, noviembre es el segundo mes de más nieve en Denver. La nevada más importante registrada en Denver en una sola tormenta provocó que se recogiesen 116 cm y se produjo el 6 de diciembre de 1913.
| Parámetros climáticos promedio de Denver (Aeropuerto Internacional de Denver), normales 1991−2020, extremos 1872−presente | Parámetros climáticos promedio de Denver (Aeropuerto Internacional de Denver), normales 1991−2020, extremos 1872−presente | Parámetros climáticos promedio de Denver (Aeropuerto Internacional de Denver), normales 1991−2020, extremos 1872−presente | Parámetros climáticos promedio de Denver (Aeropuerto Internacional de Denver), normales 1991−2020, extremos 1872−presente | Parámetros climáticos promedio de Denver (Aeropuerto Internacional de Denver), normales 1991−2020, extremos 1872−presente | Parámetros climáticos promedio de Denver (Aeropuerto Internacional de Denver), normales 1991−2020, extremos 1872−presente | Parámetros climáticos promedio de Denver (Aeropuerto Internacional de Denver), normales 1991−2020, extremos 1872−presente | Parámetros climáticos promedio de Denver (Aeropuerto Internacional de Denver), normales 1991−2020, extremos 1872−presente | Parámetros climáticos promedio de Denver (Aeropuerto Internacional de Denver), normales 1991−2020, extremos 1872−presente | Parámetros climáticos promedio de Denver (Aeropuerto Internacional de Denver), normales 1991−2020, extremos 1872−presente | Parámetros climáticos promedio de Denver (Aeropuerto Internacional de Denver), normales 1991−2020, extremos 1872−presente | Parámetros climáticos promedio de Denver (Aeropuerto Internacional de Denver), normales 1991−2020, extremos 1872−presente | Parámetros climáticos promedio de Denver (Aeropuerto Internacional de Denver), normales 1991−2020, extremos 1872−presente | Parámetros climáticos promedio de Denver (Aeropuerto Internacional de Denver), normales 1991−2020, extremos 1872−presente |
| Mes | Ene. | Feb. | Mar. | Abr. | May. | Jun. | Jul. | Ago. | Sep. | Oct. | Nov. | Dic. | Anual |
| --- | --- | --- | --- | --- | --- | --- | --- | --- | --- | --- | --- | --- | --- |
| Temp. máx. abs. (°C) | 24.4 | 26.7 | 28.9 | 32.2 | 35 | 40.6 | 40.6 | 40.6 | 38.3 | 32.2 | 27.2 | 26.1 | 40.6 |
| Temp. máx. media (°C) | 7 | 7.6 | 13.2 | 16.5 | 21.8 | 28.6 | 32.2 | 30.8 | 26.4 | 18.5 | 11.6 | 6.7 | 18.4 |
| Temp. media (°C) | -0.2 | 0.4 | 5.3 | 8.8 | 14.1 | 20.1 | 23.9 | 22.7 | 18.2 | 10.6 | 4.1 | -0.4 | 10.6 |
| Temp. mín. media (°C) | -7.4 | -6.8 | -2.5 | 1.1 | 6.4 | 11.7 | 15.7 | 14.6 | 10 | 2.8 | -3.3 | -7.6 | 2.9 |
| Temp. mín. abs. (°C) | -33.9 | -31.7 | -23.9 | -18.9 | -7.2 | -1.1 | 5.6 | 4.4 | -8.3 | -18.9 | -27.8 | -31.7 | -33.9 |
| Precipitación total (mm)                                                                                                  | 9.7 | 10.4 | 21.8 | 42.7 | 54.9 | 49.3 | 54.4 | 40.1 | 34.3 | 25.1 | 16.3 | 8.9 | 367.8 |
| Nevadas (cm) | 16.3 | 19.3 | 22.4 | 15.7 | 3.6 | 0 | 0 | 0 | 2 | 9.9 | 18.5 | 16.8 | 124.5 |
| Días de precipitaciones (≥ 0.2 mm)                                                                                        | 4.4 | 5.5 | 6.2 | 9.0 | 10.4 | 8.1 | 8.3 | 7.5 | 6.0 | 5.3 | 4.6 | 4.4 | 79.7 |
| Días de nevadas (≥ 0.2 cm)                                                                                                | 5.0 | 5.3 | 4.8 | 4.1 | 0.8 | 0.0 | 0.0 | 0.0 | 0.4 | 1.8 | 4.6 | 4.6 | 31.4 |
| Horas de sol | 215.3 | 211.1 | 255.6 | 276.2 | 290.0 | 315.3 | 325.0 | 306.4 | 272.3 | 249.2 | 194.3 | 195.9 | 3106.6 |
| Humedad relativa (%) | 55.2 | 55.8 | 53.7 | 49.6 | 51.7 | 49.3 | 47.8 | 49.3 | 50.1 | 49.2 | 56.3 | 56.6 | 52.0 |
| Fuente: NOAA (horas de sol y humedad 1961−1990)                                                                           | | | | | | | | | | | | | |

| Parámetros climáticos promedio de Denver Water Department, normales 1991-2020, extremos 1997-presente | Parámetros climáticos promedio de Denver Water Department, normales 1991-2020, extremos 1997-presente | Parámetros climáticos promedio de Denver Water Department, normales 1991-2020, extremos 1997-presente | Parámetros climáticos promedio de Denver Water Department, normales 1991-2020, extremos 1997-presente | Parámetros climáticos promedio de Denver Water Department, normales 1991-2020, extremos 1997-presente | Parámetros climáticos promedio de Denver Water Department, normales 1991-2020, extremos 1997-presente | Parámetros climáticos promedio de Denver Water Department, normales 1991-2020, extremos 1997-presente | Parámetros climáticos promedio de Denver Water Department, normales 1991-2020, extremos 1997-presente | Parámetros climáticos promedio de Denver Water Department, normales 1991-2020, extremos 1997-presente | Parámetros climáticos promedio de Denver Water Department, normales 1991-2020, extremos 1997-presente | Parámetros climáticos promedio de Denver Water Department, normales 1991-2020, extremos 1997-presente | Parámetros climáticos promedio de Denver Water Department, normales 1991-2020, extremos 1997-presente | Parámetros climáticos promedio de Denver Water Department, normales 1991-2020, extremos 1997-presente | Parámetros climáticos promedio de Denver Water Department, normales 1991-2020, extremos 1997-presente |
| Mes                                                                                                   | Ene.                                                                                                  | Feb.                                                                                                  | Mar.                                                                                                  | Abr.                                                                                                  | May.                                                                                                  | Jun.                                                                                                  | Jul.                                                                                                  | Ago.                                                                                                  | Sep.                                                                                                  | Oct.                                                                                                  | Nov.                                                                                                  | Dic.                                                                                                  | Anual                                                                                                 |
| --- | --- | --- | --- | --- | --- | --- | --- | --- | --- | --- | --- | --- | --- |
| Temp. máx. abs. (°C)                                                                                  | 25 | 25.6                                                                                                  | 29.4                                                                                                  | 32.8                                                                                                  | 37.2                                                                                                  | 41.7                                                                                                  | 42.2                                                                                                  | 40 | 38.9                                                                                                  | 32.2                                                                                                  | 28.9                                                                                                  | 24.4                                                                                                  | 42.2                                                                                                  |
| Temp. máx. media (°C)                                                                                 | 9.2                                                                                                   | 9.4                                                                                                   | 14.4                                                                                                  | 17.8                                                                                                  | 22.8                                                                                                  | 29.6                                                                                                  | 33 | 32 | 27.6                                                                                                  | 19.8                                                                                                  | 13.3                                                                                                  | 8.5                                                                                                   | 19.8                                                                                                  |
| Temp. mín. media (°C)                                                                                 | -5.9                                                                                                  | -5.7                                                                                                  | -1.3                                                                                                  | 2.3                                                                                                   | 7.7                                                                                                   | 13.2                                                                                                  | 16.6                                                                                                  | 15.6                                                                                                  | 10.4                                                                                                  | 3.2                                                                                                   | -2.4                                                                                                  | -6.3                                                                                                  | 3.9                                                                                                   |
| Temp. mín. abs. (°C)                                                                                  | -26.1                                                                                                 | -25.6                                                                                                 | -18.9                                                                                                 | -13.3                                                                                                 | -6.7                                                                                                  | 2.2                                                                                                   | 9.4                                                                                                   | 4.4                                                                                                   | -5.6                                                                                                  | -15.6                                                                                                 | -22.2                                                                                                 | -25                                                                                                   | -26.1                                                                                                 |
| Precipitación total (mm)                                                                              | 10.9                                                                                                  | 15.2                                                                                                  | 28.7                                                                                                  | 50.3                                                                                                  | 67.3                                                                                                  | 43.9                                                                                                  | 48.3                                                                                                  | 46 | 30.5                                                                                                  | 29.5                                                                                                  | 19.8                                                                                                  | 12.2                                                                                                  | 402.6                                                                                                 |
| Nevadas (cm)                                                                                          | 14 | 21.3                                                                                                  | 23.4                                                                                                  | 12.7                                                                                                  | 2.3                                                                                                   | 0 | 0 | 0 | 0 | 6.4                                                                                                   | 11.2                                                                                                  | 12.2                                                                                                  | 103.4                                                                                                 |
| Fuente: xmACIS2                                                                                       | | | | | | | | | | | | | |

### Barrios

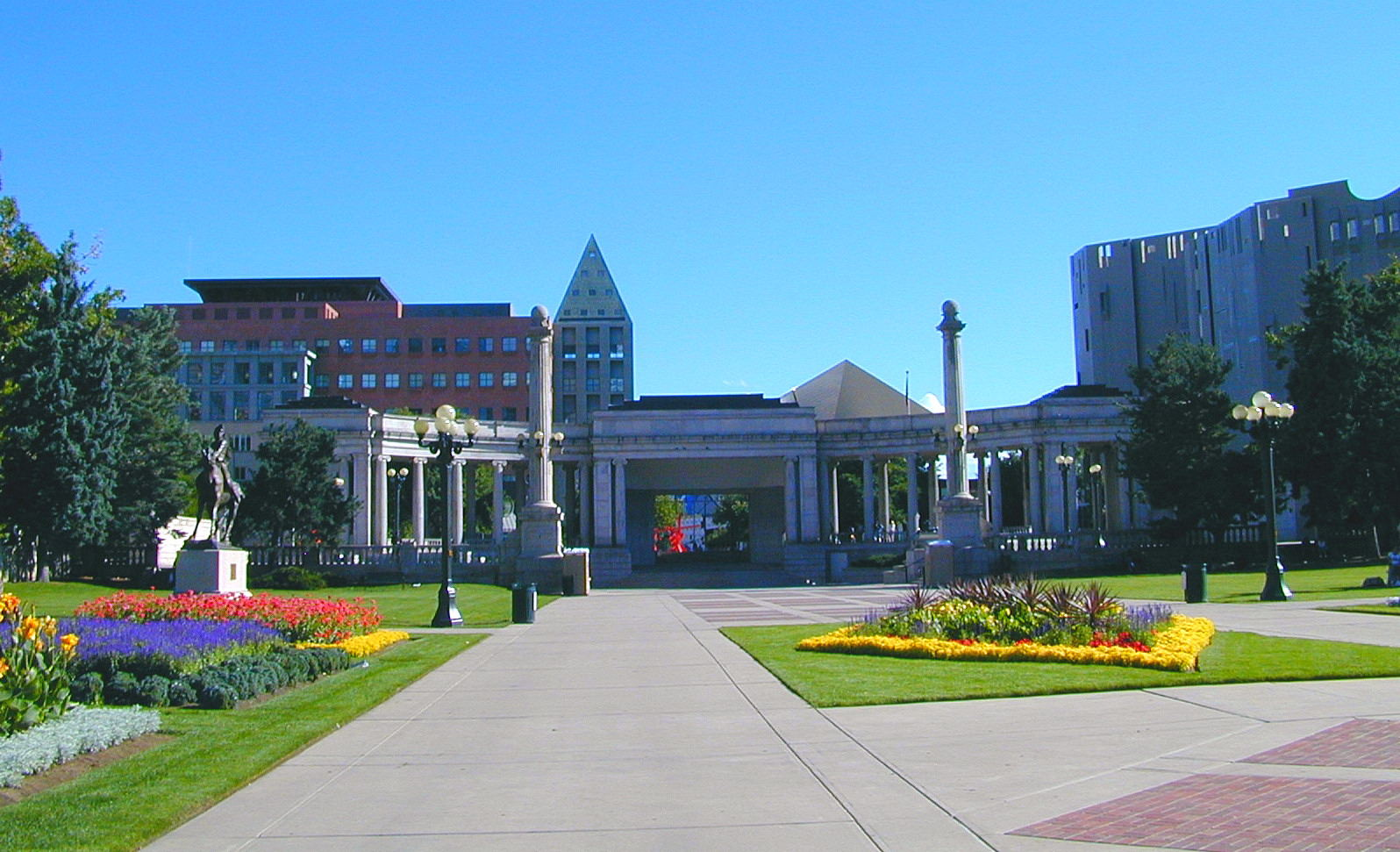
El Civic Center Park está situado en la parte Norte del barrio Golden Triangle, aunque con frecuencia el parque está considerado como parte del centro de la ciudad.

La Ciudad y el Condado de Denver cuenta con setenta y nueve barrios oficiales que la ciudad y los grupos de la comunidad utilizan para la planificación y administración. Aunque los límites de los barrios de la ciudad son algo arbitrarios, se corresponden aproximadamente con las definiciones utilizadas por sus propios residentes. Estos «barrios» no deben confundirse con ciudades o suburbios, que son entidades separadas dentro del área metropolitana.
Esas condiciones de los barrios varían considerablemente de unos a otros, incluyendo desde grandes rascacielos hasta casas del siglo XX o modernas. En general, los barrios más cercanos al centro de la ciudad son más densos, antiguos y contienen más material de construcción en ladrillos. Muchos barrios más lejanos del centro de la ciudad se desarrollaron después de la Segunda Guerra Mundial, y están construidos con materiales más modernos y estilosos. Algunos de los barrios aún más lejanos del centro de la ciudad, o parcelas recientemente remodeladas en cualquier lugar de la ciudad, tienen también muchas características suburbanas o de Nuevo urbanismo que intentan recrear la sensación de barrios antiguos. La mayoría de los barrios contienen parques u otras características que son el punto central del barrio.
Denver también tiene un número de barrios que están reflejados en los límites administrativos. Los barrios más conocidos de la ciudad son el histórico y moderno LoDo (abreviatura de «Lower Downtown»), parte del barrio Union Station de Denver; Capitol Hill, Highland, Washington Park, Lowry; Uptown, parte del barrio North Capitol Hill; Curtis Park, parte del barrio Five Points; Álamo Placita, la zona norte del barrio Speer; Park Hill, un ejemplo exitoso de integración racial; y el Golden Triangle, en el Civic Center.

### Parques

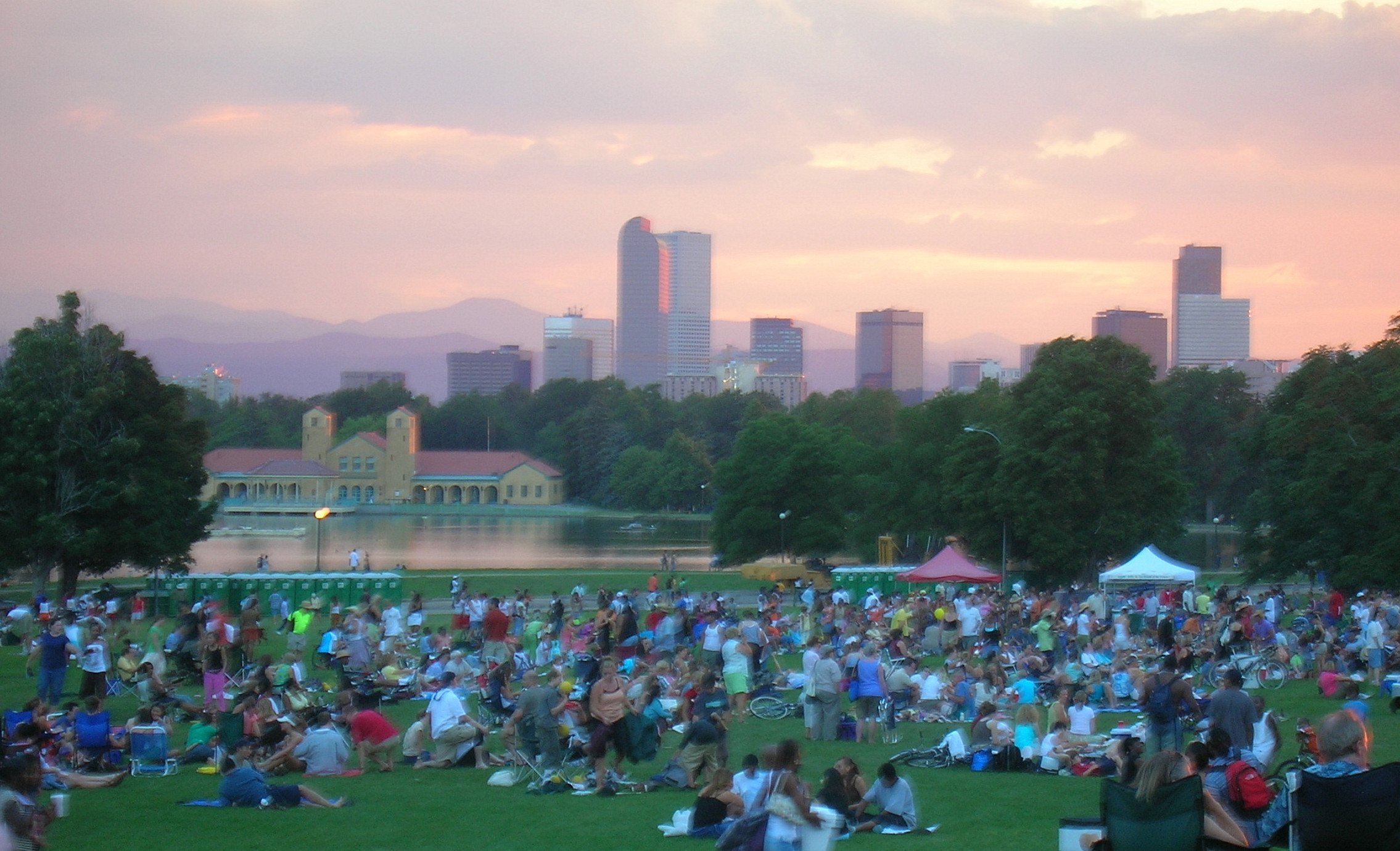
El panorama urbano de Denver visto desde el parque de la ciudad durante un concierto de verano de jazz.

Cuando Denver fue fundado en 1858, la ciudad era poco más que una polvorienta colección de edificios, una llanura cubierta de hierba con unos pocos álamos y sauces en las riberas. A fecha de 2006, Denver cuenta con más de doscientos parques, desde pequeños mini-parques en la ciudad hasta el gigantesco City Park de 1.3 km². Denver también tiene veintinueve centros de recreación proporcionando lugares y programas de entretenimiento y relajación para los residentes.

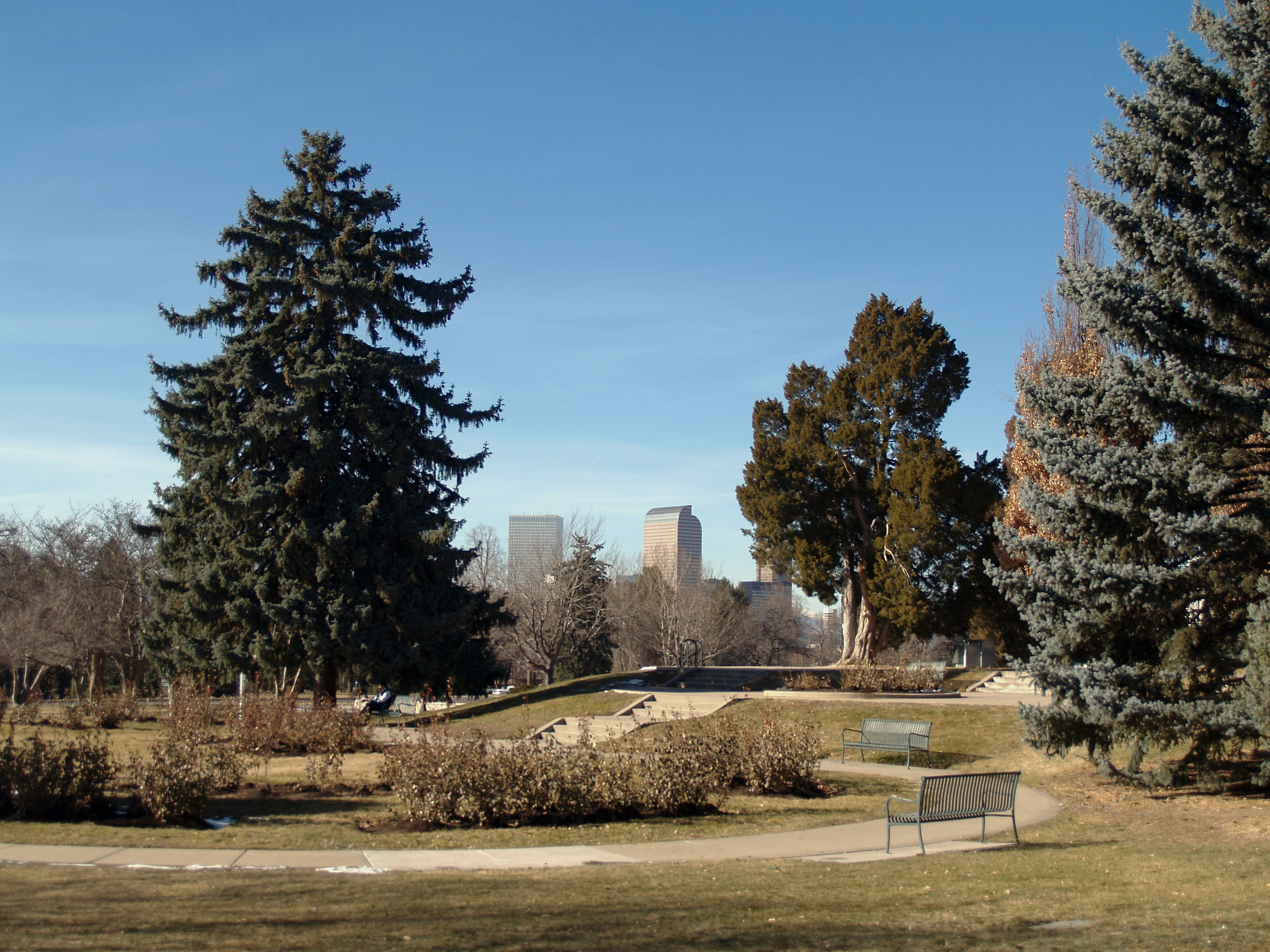
Parque de Cheesman.

Muchos de los parques de Denver fueron adquiridos de tierras estatales a finales del siglo XIX y principios del XX. Esto coincidió con el movimiento de la Ciudad Bella, mientras que el alcalde de Denver, Robert Speer (1904-12 y 1916-18) se dedicó a ampliar y embellecer los parques de la ciudad. Reinhard Schuetze fue el primer arquitecto paisajista de la ciudad, y trasladó su genialidad paisajista alemana al parque Washington, al parque Cheesman y al parque de la Ciudad, entre otros parques. Speer utilizó a Schuetze, junto con otros arquitectos paisajistas como Frederick Law Olmsted, Jr. y Saco Rienk DeBoer, para diseñar no solo parques como el Civic Center Park, sino muchas avenidas y paseos de la ciudad. Toda esta vegetación fue alimentada con agua del río Platte Sur desviada a través del arroyo de la ciudad.
Además de los parques de Denver, la ciudad adquirió el terreno de los parques montañosos a partir de la década de 1910. Con los años, Denver ha adquirido, construido y mantenido aproximadamente 56 km² de los parques montañosos, incluido el Red Rocks Park, conocido por sus paisajes y la historia musical que gira en torno al Anfiteatro Red Rocks. Denver también posee la colina en la que se ubica la estación de esquí Winter Park Resort, en el Grand County, a 110 km al oeste de Denver. Los parques de la ciudad son lugares importantes tanto para los residentes como para los visitantes, incitando a la controversia con cada cambio. Denver sigue aumentando su sistema de parques con el desarrollo de numerosos parques dispuestos a lo largo del transcurrir del río Platte por la ciudad, y con el Central Park y el Bluff Lake Nature Center en el reurbanizado barrio Stapleton. Todos estos parques son puntos de reunión para los residentes y permiten que lo que antes era una llanura seca pase a ser un lugar suntuoso, activo y verde.
Desde 1974, Denver y las jurisdicciones aledañas han rehabilitado las zonas urbanas del río Platte Sur y sus afluentes para uso recreativo de excursionistas y ciclistas. El río principal del South Platte River Greenway corre a lo largo del South Platte desde el embalse Chatfield hasta el Adams County en el norte. El proyecto Greenway está reconocido como uno de los mejores proyectos de regeneración urbana en los Estados Unidos, ganando, por ejemplo, la medalla de plata del Premio Rudy Bruner a la Excelencia Urbana en 2001.

## Demografía

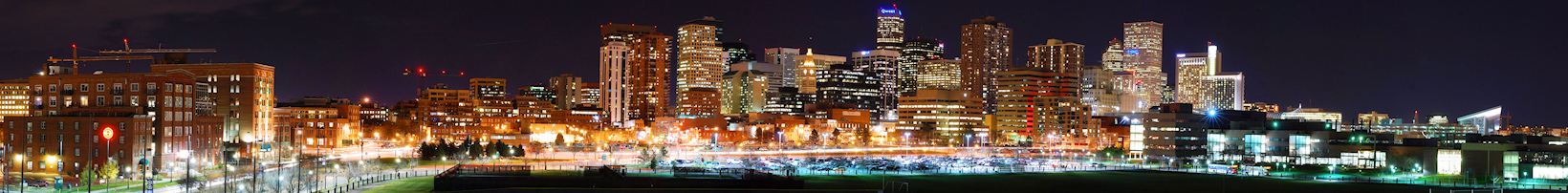
Panorama del centro de Denver.

La Oficina del Censo de Estados Unidos estima que, en 2008, la población de la ciudad y el condado de Denver contaba con 598 707 habitantes, lo que la convertía en la 24.ª ciudad más poblada de los Estados Unidos. El área metropolitana de Denver-Aurora en 2008 contaba con una población de 2 506 626 habitantes y era la 21.ª área estadística metropolitana más poblada del país, y el área combinada Denver-Aurora-Boulder se situaba con 3 049 562 habitantes en 2008, la 17.ª zona metropolitana más poblada del país.
Según las estimaciones del censo, la ciudad y el condado de Denver contaban con 566 974 habitantes (2006) y 239 235 hogares (2000). La densidad de población era de 1428 hab./km², incluyendo el aeropuerto. Había 268 540 unidades de vivienda en el año (2005) con una densidad promedio de 676 viviendas/km². Sin embargo, la densidad media en la mayoría de los barrios de Denver tiende a ser mayor. Sin el código postal 80249 (8407 habitantes), cerca del aeropuerto, el aumento de la densidad media sería de 2120 km².
En 2005-2007, el Estudio de la Comunidad Estadounidense (American Community Survey, ACS) realizada por la Oficina del Censo del país, reveló que la raza mayoritaria en Denver son los blancos, que componían el 72.4 % de la población, de los cuales 50.5 % eran blancos no hispanos. Los negros o afroamericanos conformaban el 9.9 % de la población de Denver, de los cuales el 9.7 % eran negros no hispanos. Los amerindios eran el 1.1 % de la población de la ciudad, de los que 0.7 % eran no-hispanos. Los estadounidenses de origen asiático conformaban el 3.2 % de la población de la ciudad, de los que 3.1 % eran no-hispanos. Los isleños del Pacífico constituyeron el 0.1 % de la población de la ciudad. Las personas de otra raza eran el 10.9 % de la población de la ciudad, de los cuales 0.3 % eran no-hispanos. Los individuos de dos o más razas representaban el 2.4 % de la población de la ciudad, de los cuales 1.4 % eran no-hispanos. Además, los hispanos y latinos constituyeron el 34.2 % de la población de Denver.
El 69.9 % de la población de la ciudad sólo habla inglés en el hogar y el 23.9 % habla español. Por otra parte, el 37.7 % de la población de Denver obtuvo un título de licenciatura o superior.
Había 250 906 hogares, de los cuales el 23.2 % tienen hijos menores de dieciocho años; el 34.7 % son parejas casadas que viven juntas; el 10.8 % tienen una mujer sin marido y el 50.1 % no son familias. El 39.3 % de los hogares se componen de individuos y el 9.4 % tienen alguna persona anciana de sesenta y cinco años de edad o más. El tamaño promedio del hogar es de 2.27 personas y el tamaño de la familia promedio es de 3.14. La distribución por edad es el 22.0 % menores de dieciocho años; el 10.7 % de dieciocho a veinticuatro años; el 36.1 % de 25 a 44; el 20 % de cuarenta y cinco a sesenta y cuatro; y el 11.3 % tiene más de sesenta y cinco años de edad. La media de edad es de treinta y tres años. Por cada 100 mujeres hay 102.1 hombres.
El ingreso familiar promedio es de 41 767 dólares, y la renta familiar media es de 48 195 dólares. Los hombres tienen un ingreso promedio de 36 232 dólares frente a los 33 768 dólares para las mujeres. El ingreso per cápita de la ciudad es 24 101 dólares. El 14.3 % de la población y el 10.6 % de las familias están por debajo de la línea de pobreza. Fuera de la población total, el 20.3 % de los menores de 18 años y el 9.7 % de los mayores de sesenta y cinco años viven por debajo del umbral de pobreza.

## Gobierno

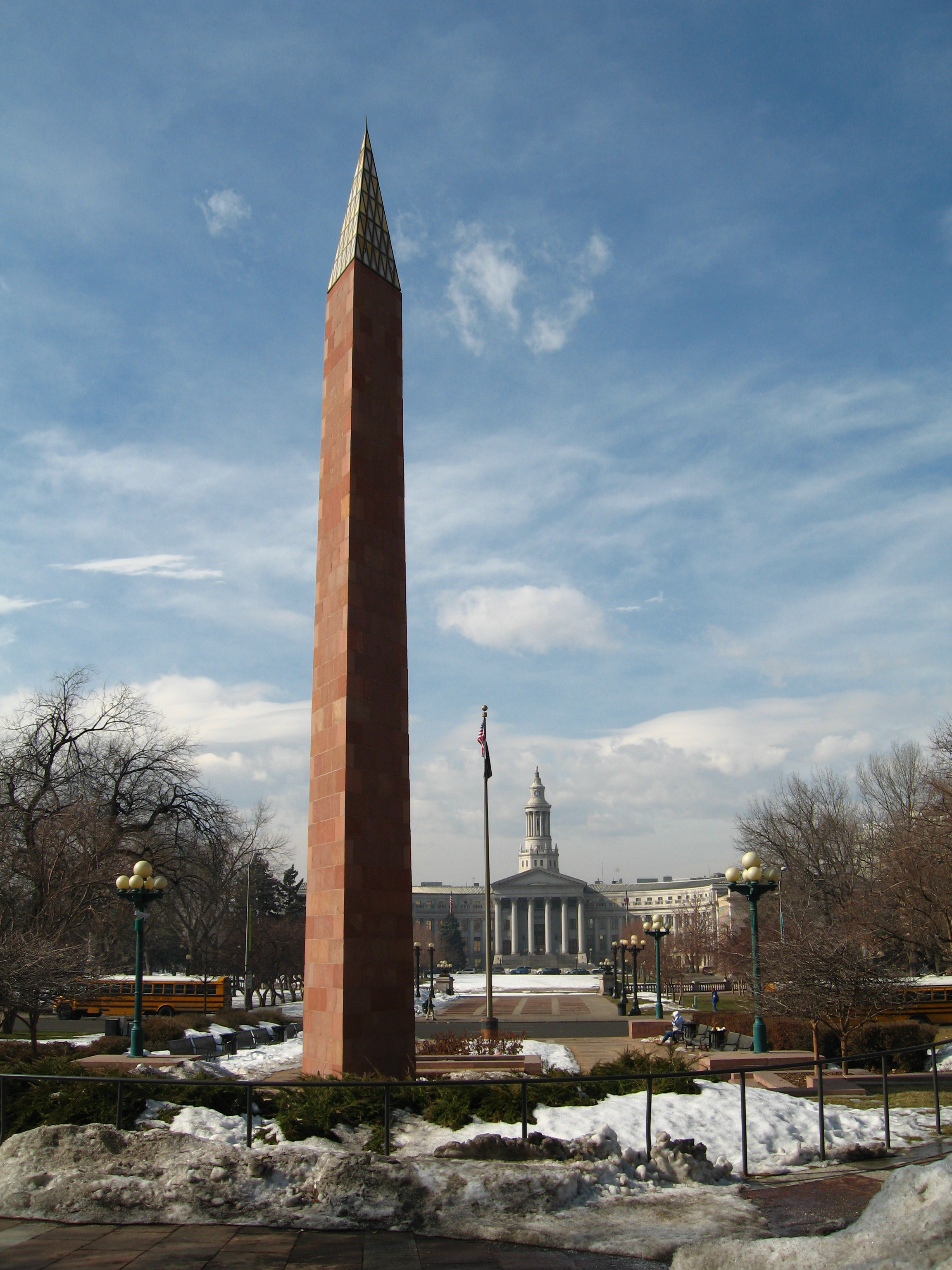
Obelisco en memoria de los caídos en la guerra de Vietnam, con la ciudad de Denver y el Ayuntamiento, al fondo.

Denver es una ciudad-condado consolidada con un alcalde elegido en votación partidista, trece concejales al Ayuntamiento y un auditor. El Consejo de la Ciudad de Denver es elegido por once distritos con dos grandes miembros de Consejo y es responsable de aprobar y modificar todas las leyes, resoluciones y ordenanzas, por lo general después de una audiencia pública. También pueden vigilar malas conductas en los funcionarios del departamento de Denver.
El alcalde puede aprobar o vetar las ordenanzas o resoluciones aprobadas por el Consejo, se asegura de que todos los contratos con la ciudad se mantengan y realicen, firma todas las obligaciones y contratos, es responsable del presupuesto de la ciudad, puede nombrar diferentes departamentos, organizaciones y comisiones en la ciudad. Sin embargo, el Consejo puede anular el veto del alcalde con el voto de nueve de los trece miembros de dicho Consejo, por lo que el presupuesto de la ciudad debe ser aprobado y puede ser modificado por una mayoría simple del Consejo. El auditor comprueba todos los gastos y puede negarse a permitir algunos específicos, basándose, generalmente, en razones financieras.
Todos los funcionarios electos tienen un mandato de cuatro años. Mientras que las elecciones en Denver son no partidistas, los demócratas han disfrutado, durante mucho tiempo, de un dominio mayor en la política de la ciudad con la mayoría de los funcionarios electos de la ciudad afiliados al Partido Demócrata. En las elecciones federales, los ciudadanos de Denver tendieron a votar por candidatos demócratas, votando por el candidato presidencial demócrata en todas las elecciones desde 1960 (excepto 1980 y 1972). La oficina del alcalde de Denver ha sido ocupada por un demócrata desde las elecciones municipales generales de 1963, incluido el actual alcalde, John Hickenlooper. Denver está representada a nivel federal por la congresista Diana DeGette, demócrata que representa el primer distrito del congreso de Colorado, que incluye todo Denver y partes del condado de Arapahoe.

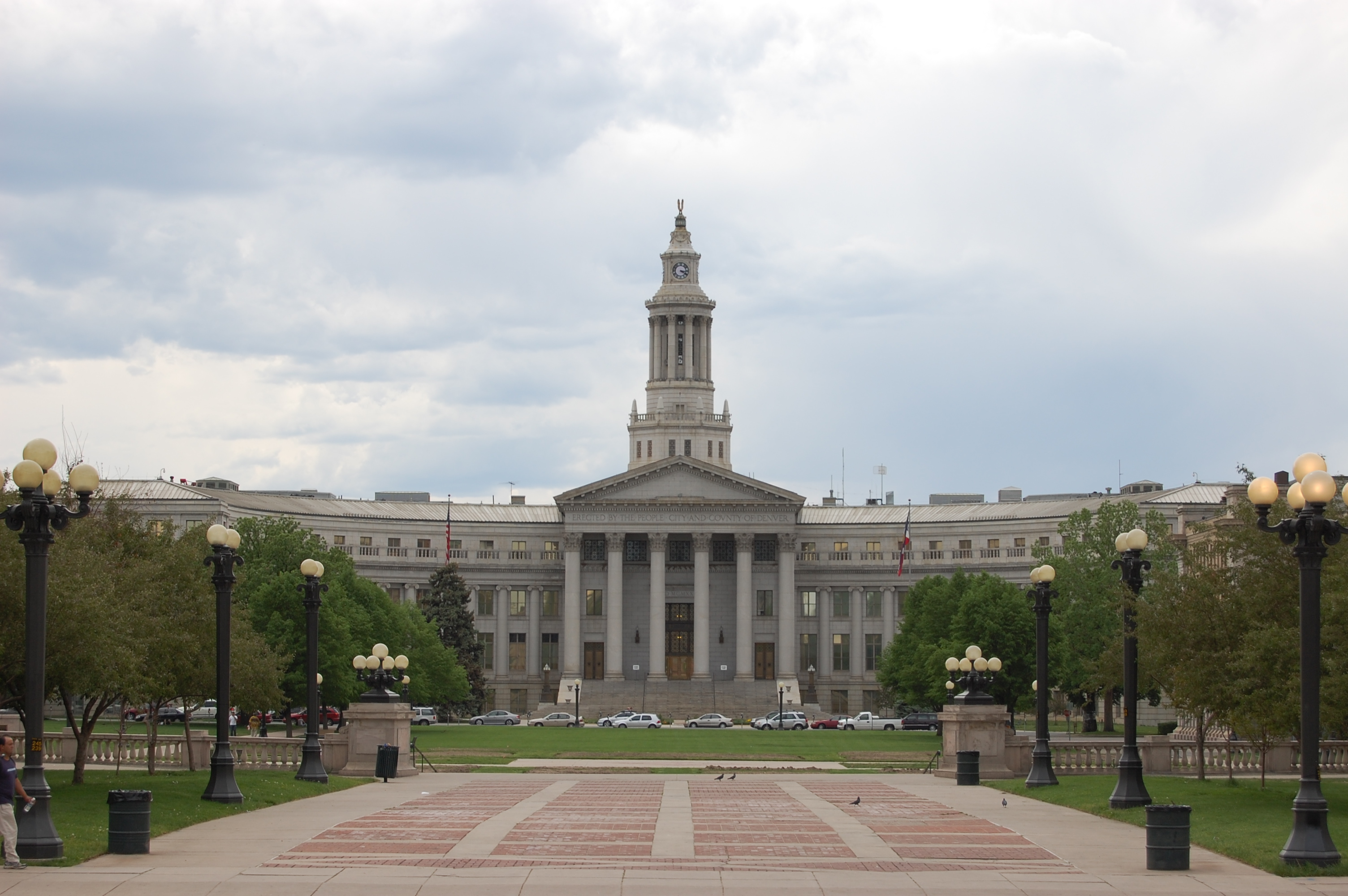
El edificio del Ayuntamiento de Denver.

Benjamin F. Stapleton fue el alcalde de Denver, Colorado durante dos períodos. El primero entre 1923-1931 y el segundo, 1935-1947. Stapleton fue responsable de muchas de las mejoras cívicas durante su mandato, en particular, durante su segundo periodo como alcalde cuando tuvo acceso a los fondos y mano de obra desde el New Deal. Durante ese tiempo, el sistema de parques fue ampliado considerablemente y el centro cívico fue finalizado. Su proyecto más importante fue la construcción del Aeropuerto Municipal de Denver, que comenzó en 1929 en medio de fuertes críticas. Más tarde fue rebautizado Aeropuerto Internacional Stapleton en su honor. Hoy en día, el aeropuerto ya no existe, pero ha sido sustituido por un barrio llamado también Stapleton. Stapleton Street sigue a llevando su nombre. Después de dejar el cargo, se descubrió que Stapleton estaba ligado al Ku Klux Klan, que gozaba de considerable influencia a cambio de su apoyo electoral. Esta asociación continúa ensombreciendo sus contribuciones a las instituciones económicas y culturales de Denver.
Durante los años 1960 y 1970, Denver fue uno de los epicentros del movimiento chicano. El boxeador convertido en activista Rodolfo «Corky» González formó una organización llamada la Cruzada por la Justicia, que se enfrentaba a la brutalidad policial, luchó por la educación bilingüe, y, en particular, acogió la primera Conferencia Chicana de Liberación Nacional Juvenil en marzo de 1969.

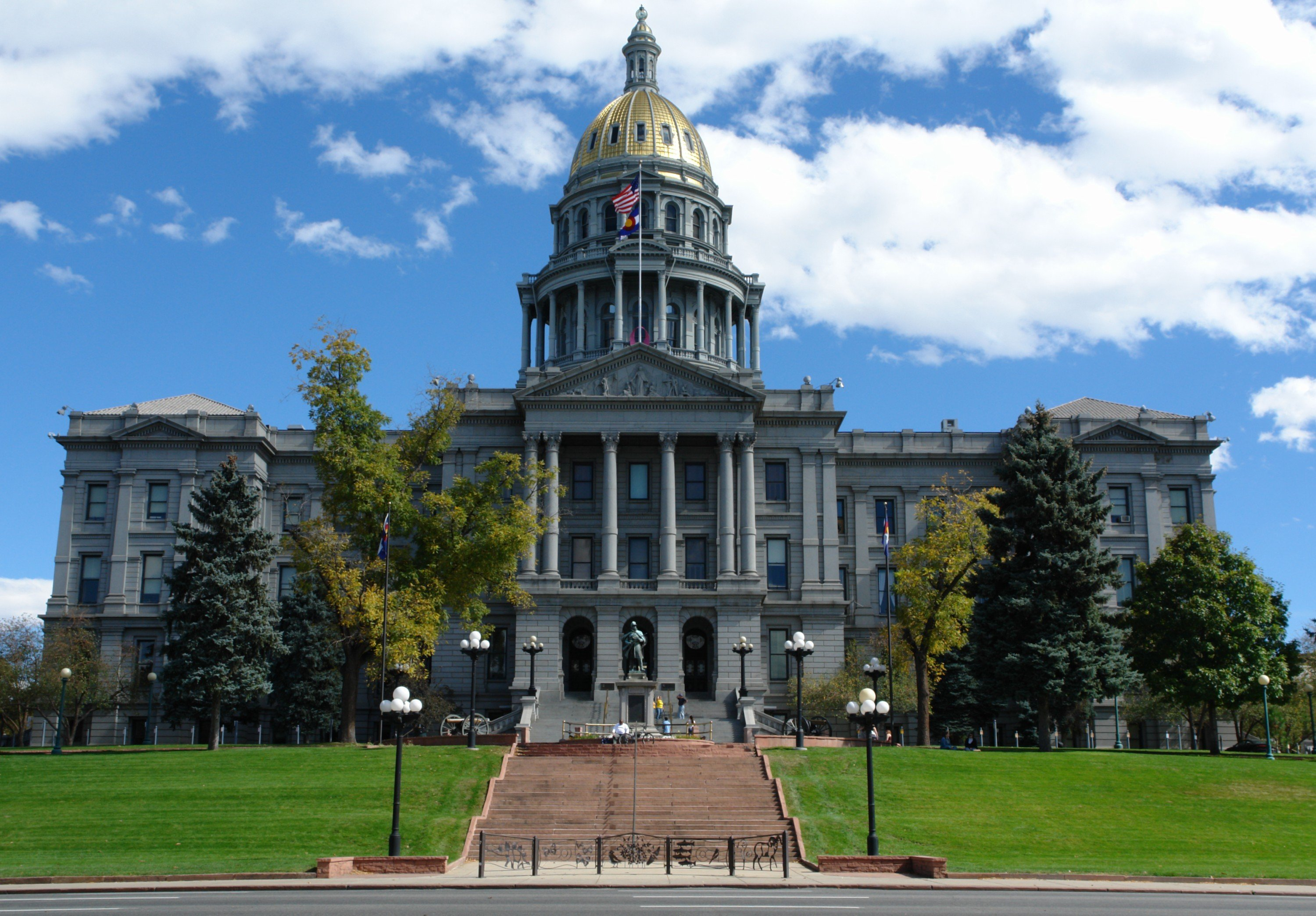
Capitolio del Estado de Colorado.

En los últimos años, Denver ha adoptado una postura más solidaria y trata de ayudar a las personas que están o se queden sin hogar, especialmente bajo los mandatos de los alcaldes John Hickenlooper y Wellington Webb. La población sin techo de Denver es considerablemente menor que en muchas otras ciudades importantes estadounidenses, pero los residentes en las calles de la ciudad sufren los crudos inviernos de la región. Aunque el invierno suele ser templado y seco la mayor parte del tiempo en Denver, los inviernos de la ciudad pueden tener breves periodos de muy bajas temperaturas y cantidades variables de nieve. Como resultado, la ciudad ha establecido un precedente nacional en los servicios orientados a personas sin hogar, con las creaciones de un plan de diez años para poner fin a la falta de vivienda (ahora el plan pasa a ser popular en otras ciudades), un grupo de trabajo, una Comisión para poner fin a la falta de vivienda y una expansión de los servicios humanos y civiles a través del área de Denver.
En 2005, Denver se convirtió en la primera gran ciudad de los Estados Unidos en la que se consideraba legal poseer menos de una cierta cantidad de marihuana como consumo propio para adultos mayores de veintiún años. Se produjo una votación popular en la que el 53.49 % se declaraba a favor de la legalización de la marihuana. Por su parte, el 46.51 % de la población se mostró contrario a la aplicación de esa legalización. Esta iniciativa no usurpó la ley estatal, que actualmente trata la posesión de marihuana con multas de hasta cien dólares, pero exentos de prisión. El electorado de Colorado votó y rechazó una situación similar a la iniciativa en noviembre de 2006. Denver aprobó una iniciativa en el cuarto trimestre de 2007 que exigía al alcalde que nombrase a un grupo de revisión de once miembros para supervisar el cumplimiento de la ordenanza de 2005. El actual alcalde de Denver, John Hickenlooper, es miembro de los Alcaldes Contra las Armas Ilegales, una organización fundada en 2006 y copresidida por el alcalde de Nueva York, Michael Bloomberg, y el alcalde de Boston, Thomas Menino.
Denver fue anfitrión de la Convención Nacional Demócrata de 2008, que coincidía con el centenario de la primera celebración de la histórica Convención de 1908. También fue anfitrión del G7 (ahora G8) entre el 20 y 22 de junio de 1997 y la Convención Nacional de 2000 del Partido Verde.

## Economía

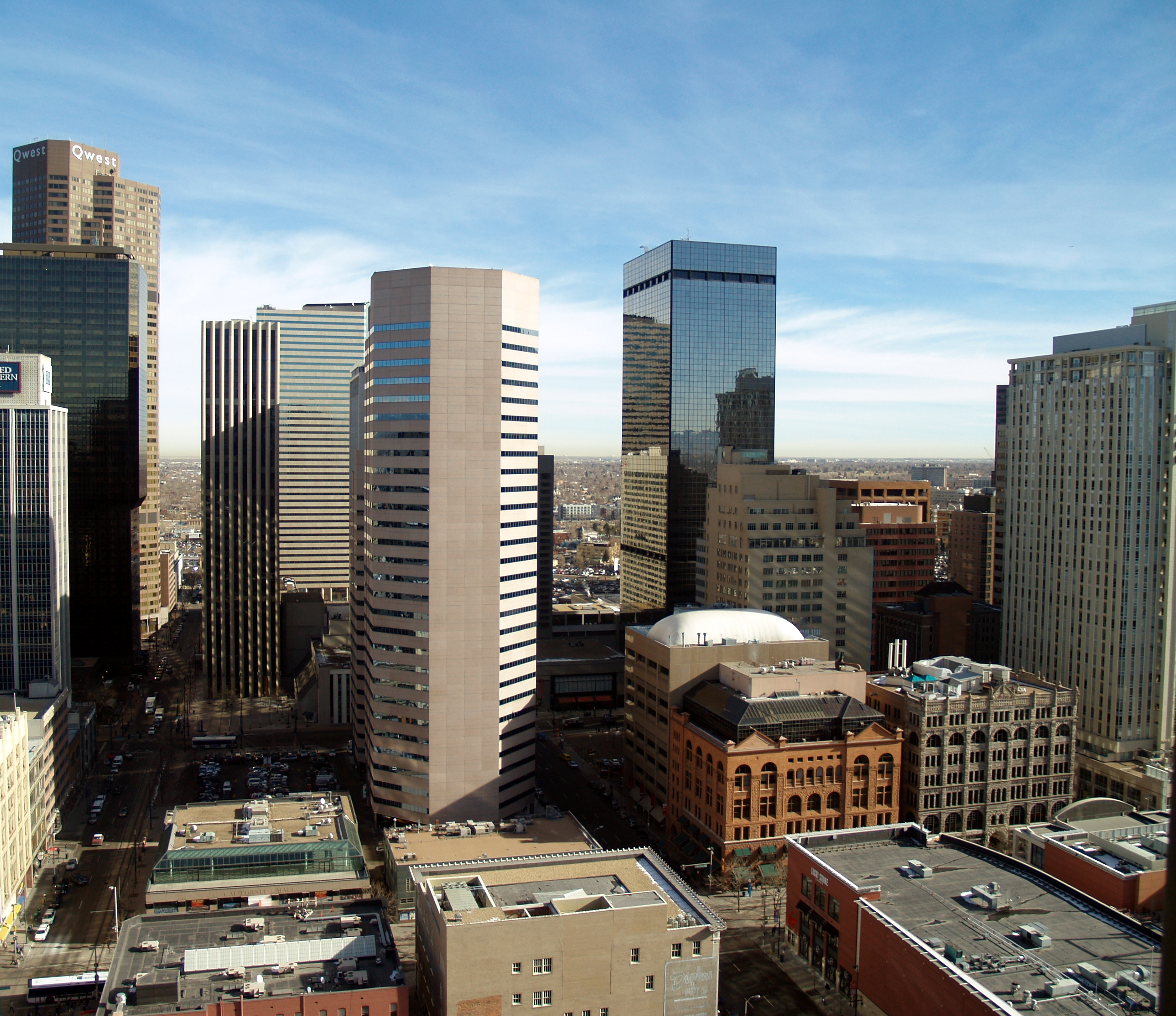
El barrio de la calle 17, que incluye muchos edificios financieros, corporativos y de negocios, es conocido como el Wall Street del Oeste.

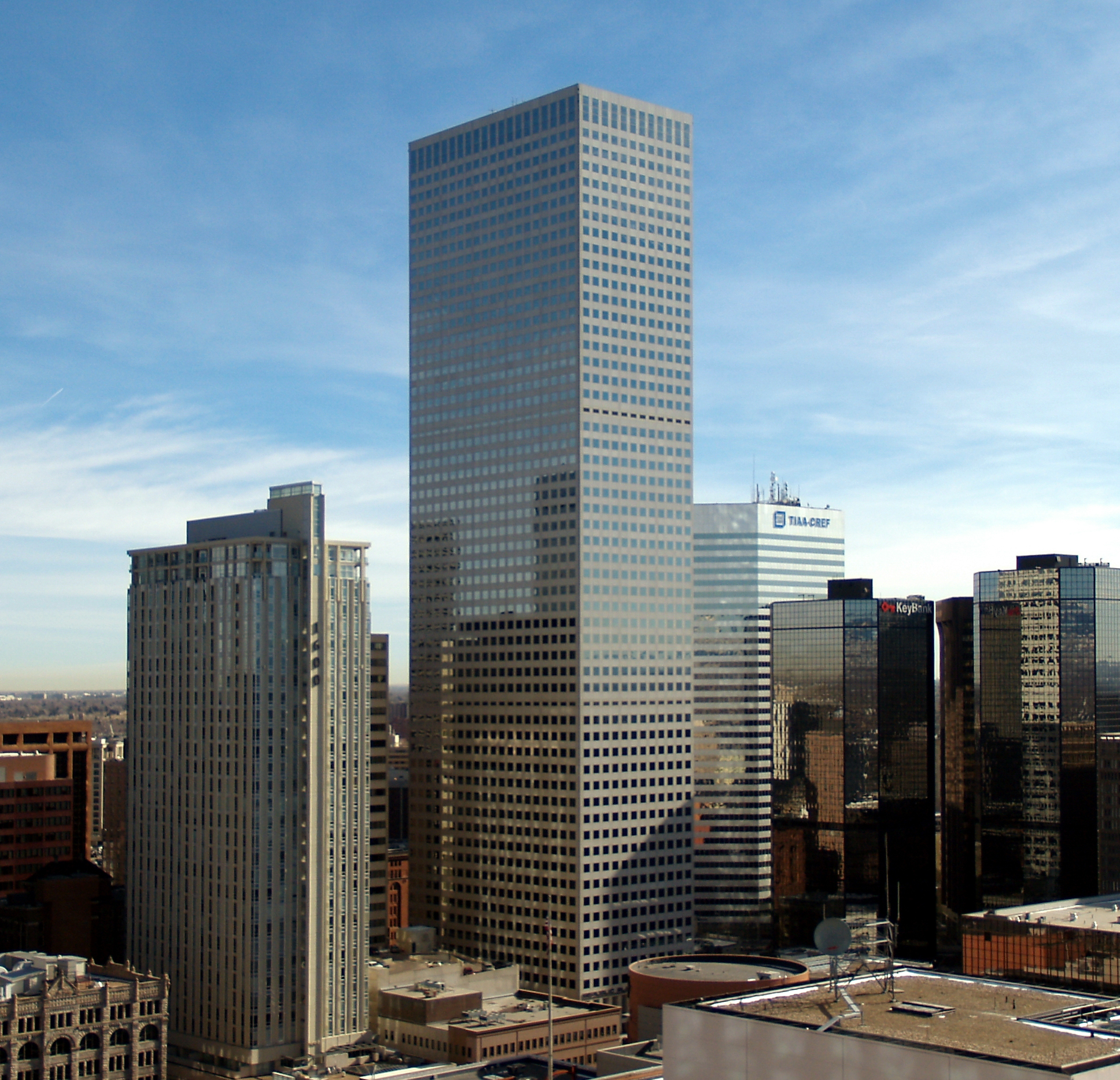
Republic Plaza, el rascacielos más alto de la ciudad de Denver.

La economía de Denver está basada parcialmente en su posición geográfica y su conexión con algunos de los principales sistemas de transporte del país. Debido a que Denver es la ciudad más grande en mil kilómetros, se ha convertido en un lugar natural para el almacenamiento y distribución de bienes y servicios a los Estados Montañosos (Arizona, Colorado, Idaho, Montana, Nevada, Nuevo México, Utah y Wyoming). Denver está, también y aproximadamente, a medio camino entre las grandes ciudades del centro del país como Chicago y San Luis y las ciudades de la costa oeste, otro beneficio para la distribución. Con los años, la ciudad se ha convertido en la sede de grandes empresas en el centro de Estados Unidos, haciendo de Denver un punto clave para el comercio en el país.
Varias empresas conocidas se originaron o se han trasladado a Denver. William Ainsworth abrió la Instrument Company de Denver en 1895 para hacer las balanzas analíticas para analistas de oro. Su fábrica está ahora en Arvada, Colorado. También Samsonite Corp., el fabricante de maletas más grande del mundo, comenzó en Denver en 1910 como Shwayder Trunk Manufacturing Company, pero Samsonite cerró su fábrica de Denver en 2001 y trasladó su sede a Massachusetts después de un cambio de titularidad en 2006. La Mountain States Telephone & Telegraph Company, fundada en Denver en 1911, es ahora parte del gigante de telecomunicaciones Qwest. Gates Corporation, el mayor productor del mundo de los cinturones de seguridad para automóviles y mangueras, se fundó en Denver en 1919. Russell Stover Candies Inc., realizó su primer chocolate en Denver en 1923, pero se mudó a Kansas City en 1969. La Wright & McGill Company ha estado haciendo su marca Eagle Claw de equipamiento de pesca en Denver desde 1925. Frontier Airlines inició sus operaciones en el antiguo Aeropuerto Internacional de Stapleton en 1950 y se asentó en el Aeropuerto Internacional de Denver en 1994. Scott’s Liquid Gold, Inc., ha estado haciendo productos para limpiar y pulir la madera en Denver desde 1954. La cadena de restaurantes Village Inn comenzó como una casa de panqueques en Denver en 1958. Big O Tires, LLC., abrió su primera franquicia de neumáticos en 1962 en Denver. La Shane Company vendió sus joyas de diamantes en 1971 en Denver. Johns Manville Corp., un fabricante de productos de aislamiento para techos trasladó su sede a Denver desde Nueva York en 1972. CH2M HILL, Inc., una firma de ingeniería y construcción, se mudó de Oregón al Centro Tecnológico de Denver en 1980. Ball Corp., vendió su negocio de cristal de Indiana en la década de 1990 y se mudó a los suburbios de Broomfield, Colorado. Además, Ball Corp., tiene otras operaciones más en Denver. La cervecera Molson Coors Brewing Company estableció su sede estadounidense en Denver en 2005. Su filial y distribuidor mayorista regional, Coors Distributing Company, está en el noroeste de la ciudad.

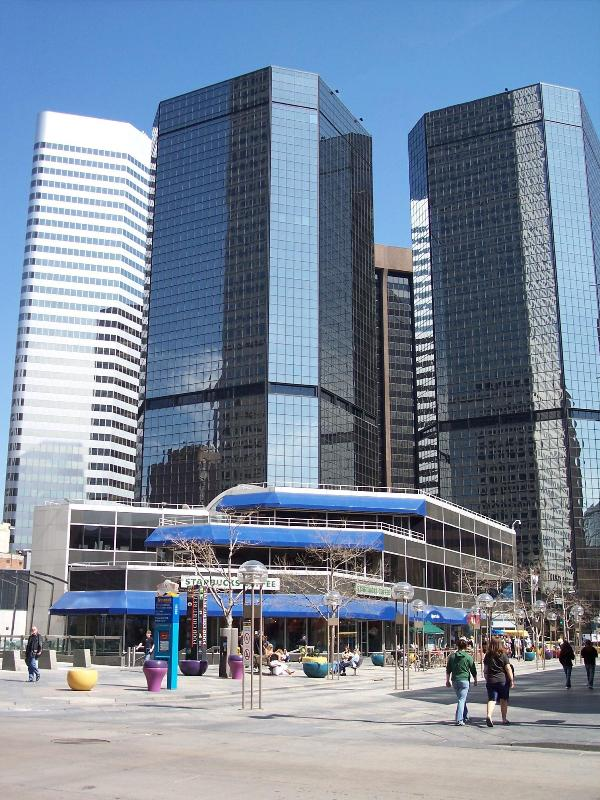
El World Trade Center de Denver.

La geografía de Denver también permite tener una presencia considerable en el gobierno, con muchas agencias federales con oficinas en el área de Denver. De hecho, el área metropolitana de Denver-Aurora tiene más trabajadores federales que cualquier otra área metropolitana, excepto para el área metropolitana de Washington D. C.. Junto con la gran cantidad de agencias federales vinieron muchas empresas relacionadas con la defensa estadounidense y proyectos espaciales. El área de Denver es la sede de la antigua planta de armas nucleares de Rocky Flats, el Centro Federal de Denver, la Casa de Moneda de Denver y el Laboratorio Nacional de Energía Renovable.
En 2005 se completó una expansión de 310.7 millones dólares para el Centro de Convenciones de Colorado, duplicándose prácticamente su tamaño. La esperanza era que la expansión del centro elevase la ciudad a una de las diez ciudades de la nación para la celebración de una convención.
La posición de Denver cerca de las Montañas Rocosas alienta las empresas mineras y enérgicas a que surjan en la zona. En los orígenes de la ciudad, el auge del oro y la plata unido a las depresiones, desempeñaron un papel importante en el éxito económico de la ciudad. En la década de 1970 y principios de 1980, la crisis energética en Estados Unidos provocó un notable auge de la energía en Denver, descrito fielmente en la teleserie Dinastía. Cuando el precio del petróleo bajó de treinta y cuatro dólares el barril en 1981 a nueve por barril en 1986, la economía cayó en Denver dejando casi quince mil trabajadores de la industria petrolera sin empleo (incluyendo el actual alcalde, John Hickenlooper, ex geólogo) y la tasa más alta de paro en el país (30 %). La energía y la minería siguen siendo fundamentales en la economía de Denver hoy en día, con empresas como EnCana, Halliburton, Smith International, Rio Tinto Group, Newmont Mining, Noble Energy y Anadarko.
La ubicación geográfica de Denver en el centro-oeste, en la zona horaria de Montana (UTC-7), también beneficia a la industria de las telecomunicaciones que permite la comunicación con ambas costas de América del Norte, América del Sur, Europa y Asia en el mismo día hábil. Qwest Communications, Dish Network Corporation, Starz, Encore, DIRECTV y Comcast son solo algunas de las empresas de telecomunicaciones con operaciones en el área de Denver. Estas y otras empresas de alta tecnología tuvieron un importante éxito en Denver a mediados-finales de los años 1990. Denver tiene actualmente una de las tasas de desempleo más bajas en la nación, con un 3.8 por ciento a octubre de 2007. La región central de la ciudad ha experimentado un aumento en la inversión inmobiliaria con la construcción de nuevos rascacielos.
Denver también ha disfrutado de una exitosa industria de comida rápida, con muchos de estas cadenas de restaurantes fundadas y con sede en Denver. Tanto Chipotle Mexican Grill como Quiznos fueron fundados y tienen su sede en Denver. Además, Qdoba Mexican Grill y Noodles & Company se originaron ambos en Denver, pero han trasladado su sede a suburbios cercanos.

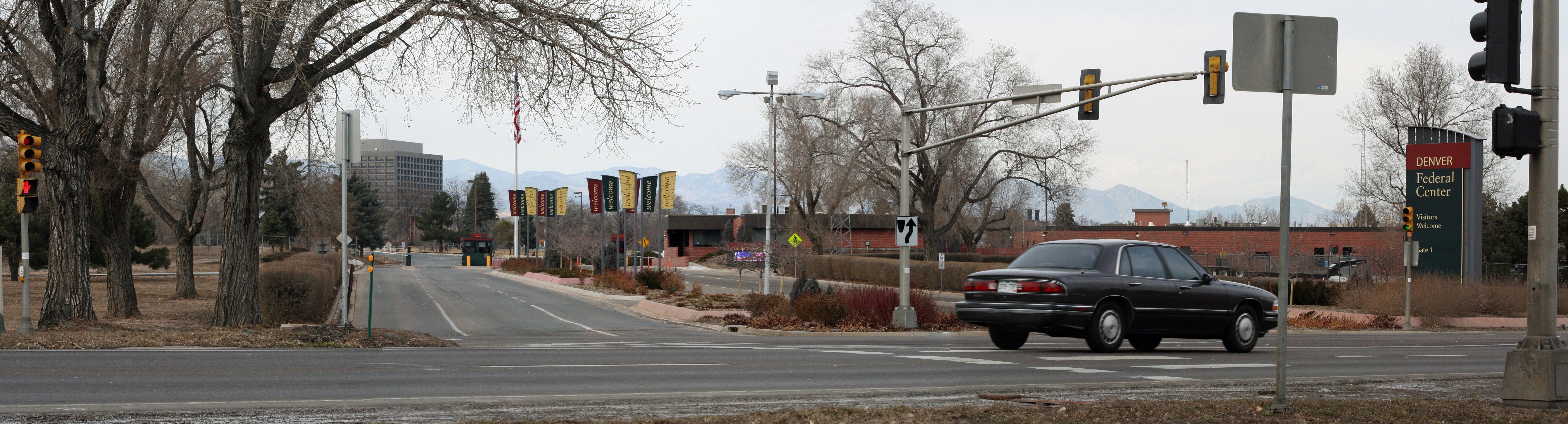
Entrada al Centro Federal de Denver.

## Educación

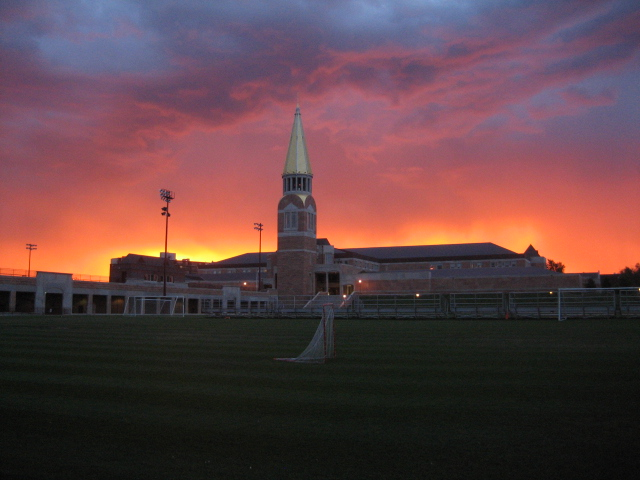
El Ritchie Center en la Universidad de Denver.

Las Escuelas Públicas de Denver (DPS, por sus siglas en inglés) es el sistema de escuelas públicas de Denver. En la actualidad educa a alrededor de 73 000 estudiantes en setenta y tres escuelas primarias, quince escuelas K-8, diecisiete escuelas secundarias, catorce high schools y diecinueve escuelas públicas experimentales. La primera escuela de lo que ahora es DPS fue una cabaña de troncos que se abrió en 1859 en la esquina de la calle 12 entre las calles Market y Larimer.
La ciudad también cuenta con instituciones católicas y judías, además de escuelas de ciencias de la salud. Además de las escuelas de la ciudad, hay un número de escuelas ubicadas en toda el área metropolitana circundante. Las privadas Universidad de Denver y la Universidad Johnson & Wales, la católica (jesuita) Universidad Regis y las tres escuelas públicas que constituyen el Auraria Campus, la Universidad de Colorado Denver, el Metropolitan State College of Denver y el Community College of Denver, son probablemente las instituciones más conocidas de educación superior ubicadas en la misma ciudad.

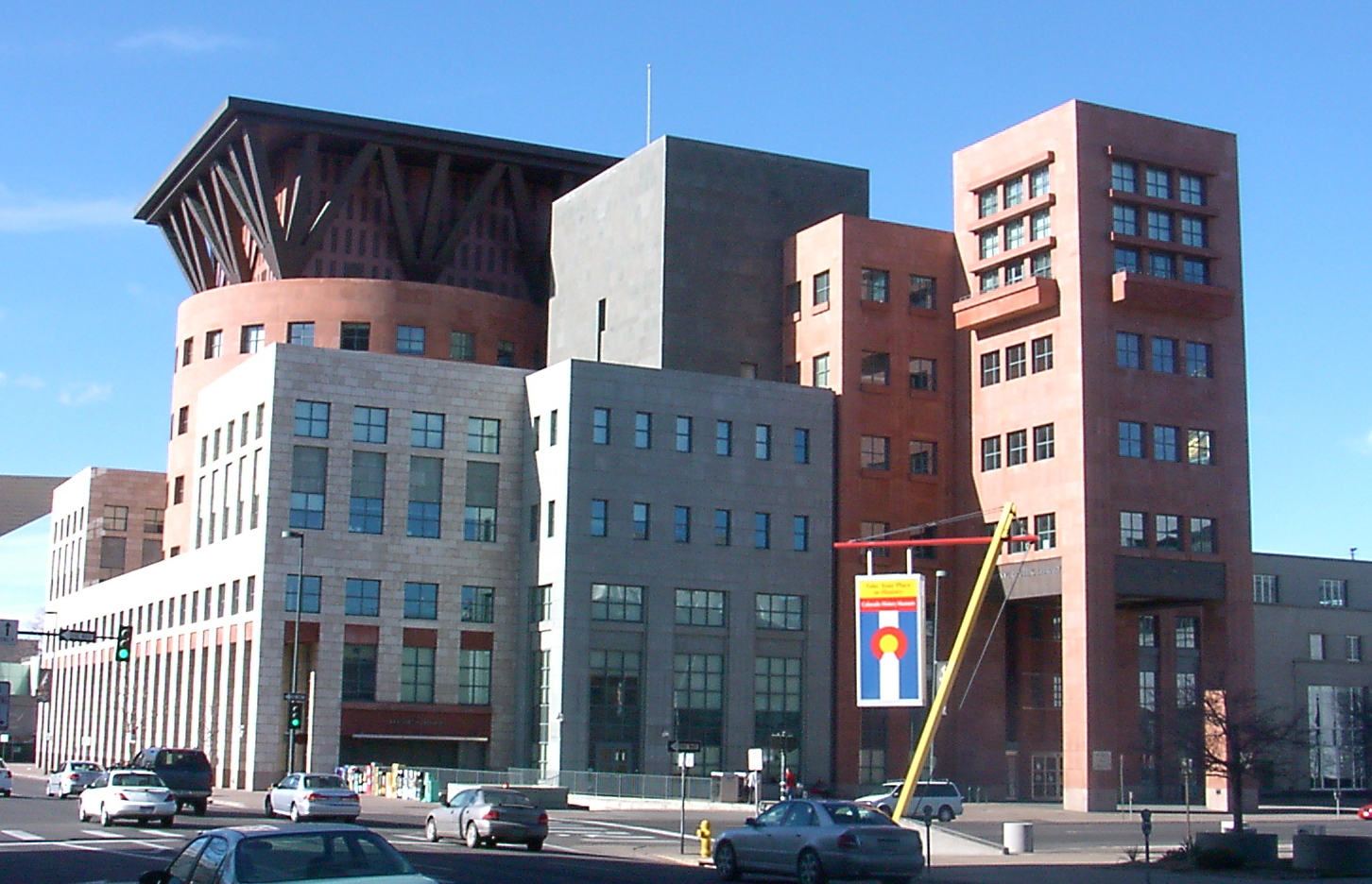
La biblioteca central

La Biblioteca Pública de Denver gestiona bibliotecas públicas.

## Cultura y vida contemporánea

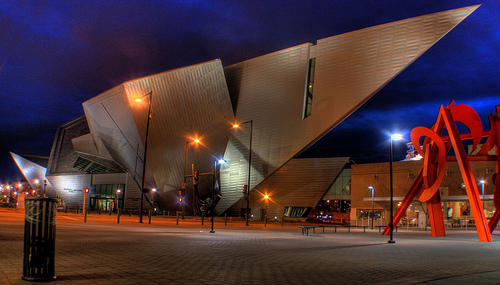
Museo del Arte de Denver.

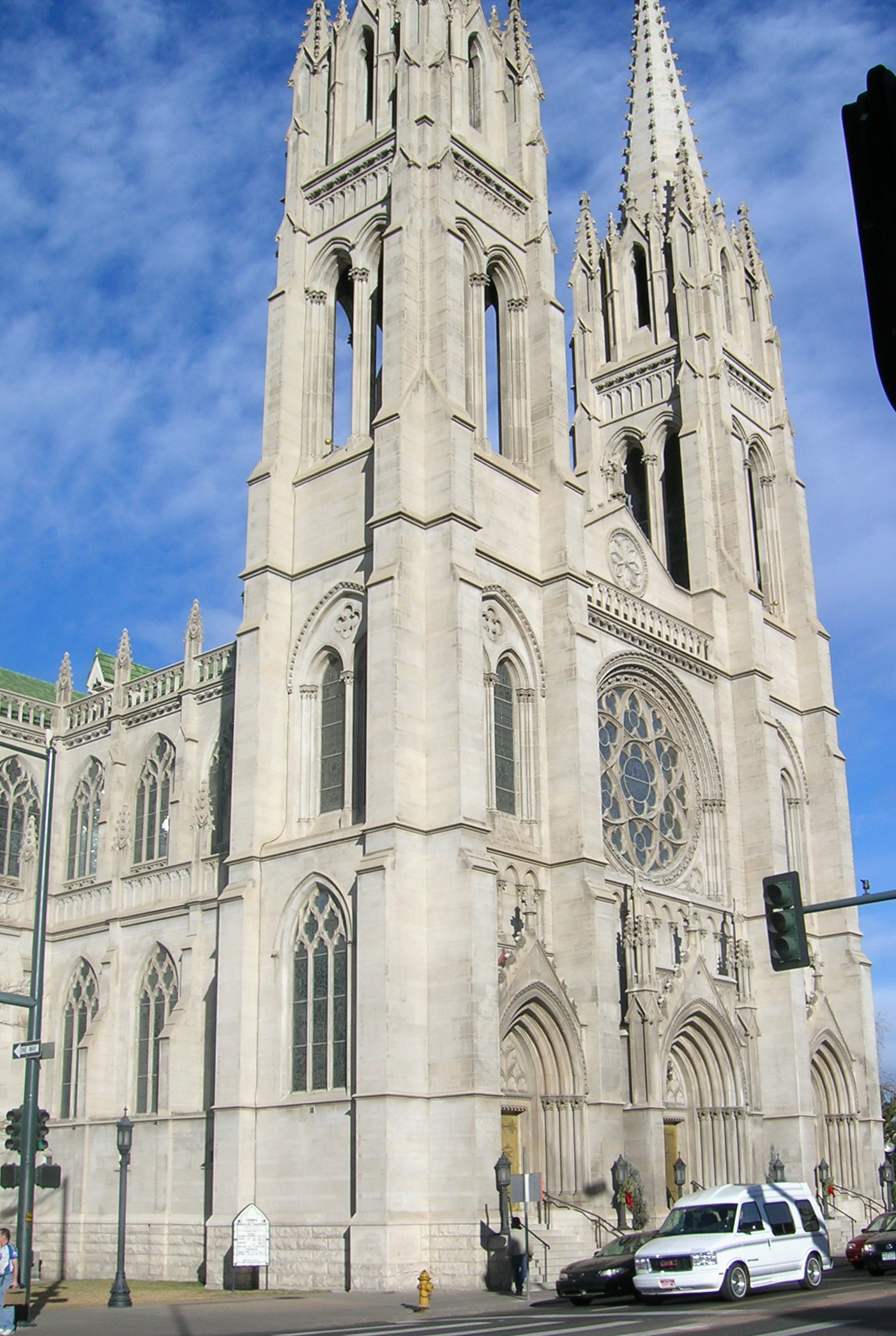
Catedral Basílica de la Inmaculada Concepción.

El Apollo Hall abrió rápidamente después de la fundación de la ciudad en 1859 y realizó muchas obras de teatro para los colonos entusiastas. En la década de 1880, Horace Tabor construyó el primer teatro de ópera de Denver. Tras el cambio de siglo, los líderes de la ciudad se embarcaron en un programa de embellecimiento de la ciudad que creó muchos de los parques de la ciudad, avenidas, museos, y el Auditorio Municipal, que albergó la Convención Nacional Demócrata de 1908 y ahora es conocido como Ellie Caulkins Opera House. Denver cuenta con numerosos museos reconocidos a escala nacional, incluida una nueva ala del Museo de Arte de Denver por el famoso arquitecto Daniel Libeskind, el segundo mayor centro de artes escénicas en la nación después del Lincoln Center en Nueva York. También cuenta con animados barrios como LoDo, repleto de galerías de arte, restaurantes, bares y clubes. Esto es parte de la razón de por qué Denver fue reconocida recientemente por tercer año consecutivo como la mejor ciudad para solteros. La ciudad adquirió el patrimonio del pintor expresionista abstracto Clyfford Still en 2004, y planea construir un museo para exponer sus obras cerca del Museo de Arte de Denver en 2010. Denver también cuenta con un museo de naturaleza y ciencia.

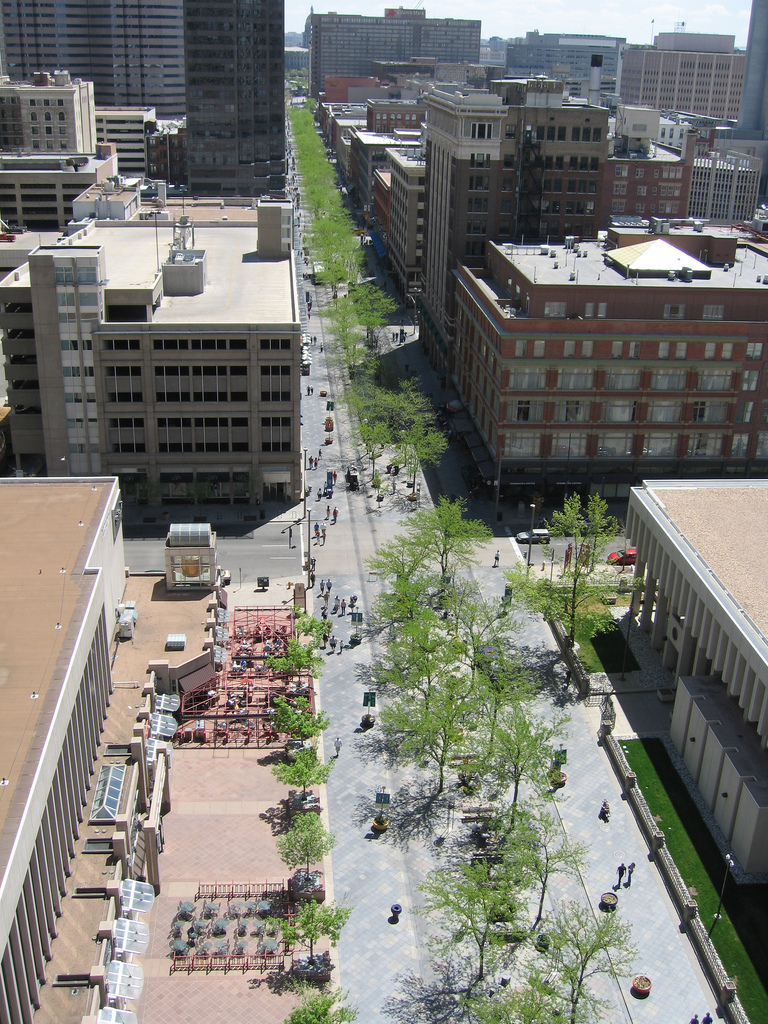
El centro comercial de la calle 16 visto desde la Torre Daniels & Fisher.

Mientras que Denver no es reconocido históricamente por su panorama musical como otras ciudades del país, todavía maneja una activa escena de música clásica, pop, jazz, jam y folk. En Denver están los orígenes de importantes artistas de folk como Bob Dylan, Judy Collins y John Denver, quienes vivieron durante varios años en la ciudad y actuaron en diferentes clubes locales. Otros artistas más recientes de Denver son The Fray, The Flobots y Cephalic Carnage.
Además, Denver y las ciudades circundantes de Front Range gozan de un gran número de cervecerías locales y nacionales. Muchos restaurantes de la región tienen cervecerías in-situ, y algunas de las cerveceras principales, incluidas Coors y New Belgium Brewing Company, ofrecen visitas. En general, Denver ocupa el primer lugar en la nación en términos de producción de cerveza per cápita y el segundo en general en términos de número de fábricas de cerveza. La ciudad también acoge a visitantes de todo el mundo cuando recibe el anual Great American Beer Festival cada otoño.
Denver solía ser un centro comercial importante para la carne de vaca y ganado cuando los ganaderos conducían (o más tarde transportaban) el ganado al Denver Union Stockyards para la venta. Como una celebración de esa historia, cada año durante más de un siglo, Denver acoge la National Western Stock Show, el mayor evento de esta clase entre agrícolas y acontecimientos del estilo de vida del oeste americano en el mundo, que atrae a diez mil animales y setecientos mil asistentes. El National Western Stock Show se celebra cada enero en el National Western Complex, al noreste de la ciudad.
Denver organiza dos de las mayores celebraciones de hispanos en la nación, el Cinco de Mayo, en mayo, y el Grito de Dolores, en septiembre. El Festival de Botes de Dragón en julio, el Festival de la Luna en septiembre y el Año Nuevo Chino son eventos anuales en Denver para los residentes chinos y asiáticos.
La ciudad es también el escenario del The Bill Engvall Show, y de la 18.ª temporada del The Real World de MTV. También lo fue de la serie de televisión Dinastía desde 1981 hasta 1989. De 1998 a 2002, el Alameda East Veterinary Hospital de Denver fue el escenario de la serie Emergency Vets de Animal Planet.

### Deportes
Denver cuenta con una variedad de equipos deportivos y pertenece a un selecto grupo de ciudades de los Estados Unidos con equipos en los cuatro deportes principales. Denver también es una de las tres ciudades de la nación que tiene un equipo en las 8 grandes ligas deportivas, junto con Chicago y Nueva York. Denver resultó victorioso en la votación para albergar los Juegos Olímpicos de Invierno de 1976, pero posteriormente se retiró. Los Denver Broncos de la NFL han sido capaces de atraer a cerca de setenta mil espectadores desde sus orígenes en la AFL en la década de los 60, y aún continúan haciéndolo en el Sports Authority Field at Mile High. El equipo ha llegado hasta la Super Bowl en ocho ocasiones y se proclamó campeón en 1998, 1999 y 2016. En las décadas de los 80 y 90, una de las principales prioridades del exalcalde Federico Peña era llevar las grandes ligas de béisbol a la ciudad, un esfuerzo que culminó con la creación de los Colorado Rockies como franquicia en expansión en 1993 y con la apertura del Coors Field, en 1995. Los Rockies se clasificaron para los playoffs en 1995, pero fueron eliminados en primera ronda.
En la ciudad también juegan los Colorado Avalanche, un equipo de la National Hockey League que se trasladó a Denver en 1995 procedente de la Ciudad de Quebec. Han ganado tres Stanley Cups (1996, 2001 y 2022) y disputan sus partidos como local en el Pepsi Center, al igual que los Denver Nuggets de la National Basketball Association, los Colorado Mammoth de la National Lacrosse League y los Colorado Crush de la Arena Football League. Los Colorado Rapids de la Major League Soccer juegan en el Dick's Sporting Goods Park, un estadio con capacidad para 18.000 espectadores que abrió sus puertas en 2007. En 2006, Denver formó un equipo de lacrosse outdoor llamado Denver Outlaws. Juegan sus encuentros en el Invesco Field y participan en la Major League Lacrosse. En 2006, los Outlaws ganaron el Campeonato de la Conferencia Oeste.
| Equipo                   | Deporte            | Competición                           | Estadio                             | Creación  |
| ------------------------ | ------------------ | ------------------------------------- | ----------------------------------- | --------- |
| Denver Nuggets           | Baloncesto         | National Basketball Association (NBA) | Ball Arena                          | 1967      |
| Denver Broncos           | Fútbol americano   | National Football League (NFL)        | Sports Authority Field at Mile High | 1960      |
| Colorado Rapids          | Fútbol             | Major League Soccer (MLS)             | Dick's Sporting Goods Park          | 1996      |
| Colorado Avalanche       | Hockey sobre hielo | National Hockey League (NHL)          | Pepsi Center                        | 1997      |
| Colorado Rockies         | Béisbol            | Major League Baseball (MLB)           | Coors Field                         | 1993      |
| Denver Dynamos (extinto) | Fútbol             | North American Soccer League (NASL)   | Mile High Stadium                   | 1974-1975 |

|  |  |  |  |

### Medios de comunicación
El área metropolitana de Denver posee una variedad de medios de comunicación en prensa, radio, televisión e Internet. Denver es el decimoctavo mercado de televisión del país, de acuerdo con el Nielsen DMA's. Algunos canales, como KWGN y KRMA, se difunden a nivel regional para las zonas que no tienen su propia red de afiliaciones. KWGN 2, la afiliada de CW, es propiedad y está operado por Tribune Media de Chicago. KWGN es la estación hermana directa de WGN Chicago. KCNC 4 es propiedad de la CBS. KRMA 6 sirve como un holding (Rocky Mountain PBS) y emite señales a una serie de afiliados, entre ellos Pueblo (KTSC-TV), Grand Junction (KRMJ) y otras estaciones en Nuevo México, Nebraska, Wyoming y Kansas. Channel 6 generalmente sirve a aquellos que no pueden recibir una señal a través del aire (como una superestación). KBDI 12 es otra afiliada de PBS, lo que convierte al mercado de Denver uno de los pocos mercados con dos estaciones de PBS. KMGH 7 es la afiliada de ABC, es propiedad y operada por McGraw-Hill. KUSA 9 es afiliada de NBC y es propiedad y operada de Gannett Communications. KDVR 31, de Fox, es propiedad y operado por Local TV LLC. KTVD 20 antes era la filial de UPN, pero cuando CW fue fundada, KWGN ganó la afiliación y, posteriormente, la afiliación MyNetworkTV fue dada a KTVD. KCEC 50 es la afiliada de Univision. KWHD-TV 53, Digital 46 es la estación de LeSea Broadcasting.
Denver también cuenta con alrededor de cuarenta estaciones de radio AM y FM, que cubren una amplia variedad de formatos y estilos. Denver es el 21° mercado de radio del país, según la clasificación de otoño de 2008 de Arbitron.
Después de una rivalidad continua entre los dos principales periódicos de Denver, el Denver Post y el Rocky Mountain News, ambos diarios fusionaron sus operaciones en 2001 en virtud de un acuerdo de operación conjunta que formó la Agencia de Periódicos de Denver hasta febrero de 2009, cuando E.W. Scripps, propiedad de Rocky Mountain News, cerró la empresa. También hay varias alternativas o periódicos publicados en Denver como Westword, Denver Daily News, The Onion y Out Front Colorado. Denver es la sede de varias revistas nacionales, incluida 5280, que toma su nombre de los 5280 pies (1609 metros) de altitud de la ciudad, y Denver Magazine, que destaca las mejores cosas que Denver puede ofrecer.

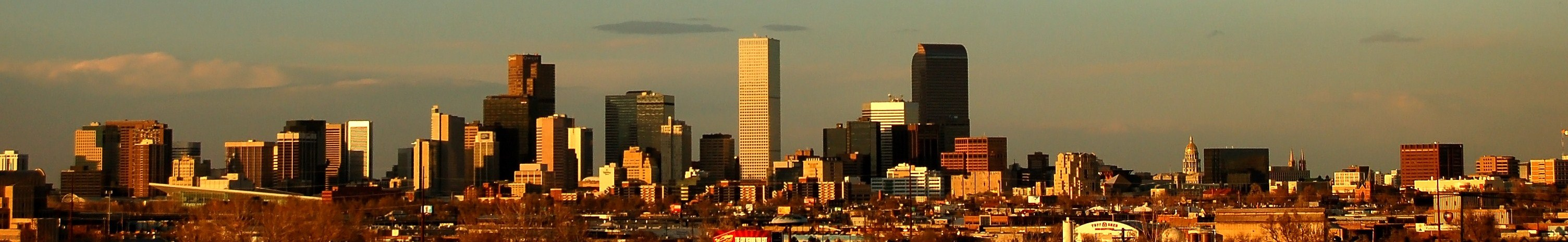
El centro de Denver visto desde el suroeste.

## Transporte

### Autopistas y carreteras

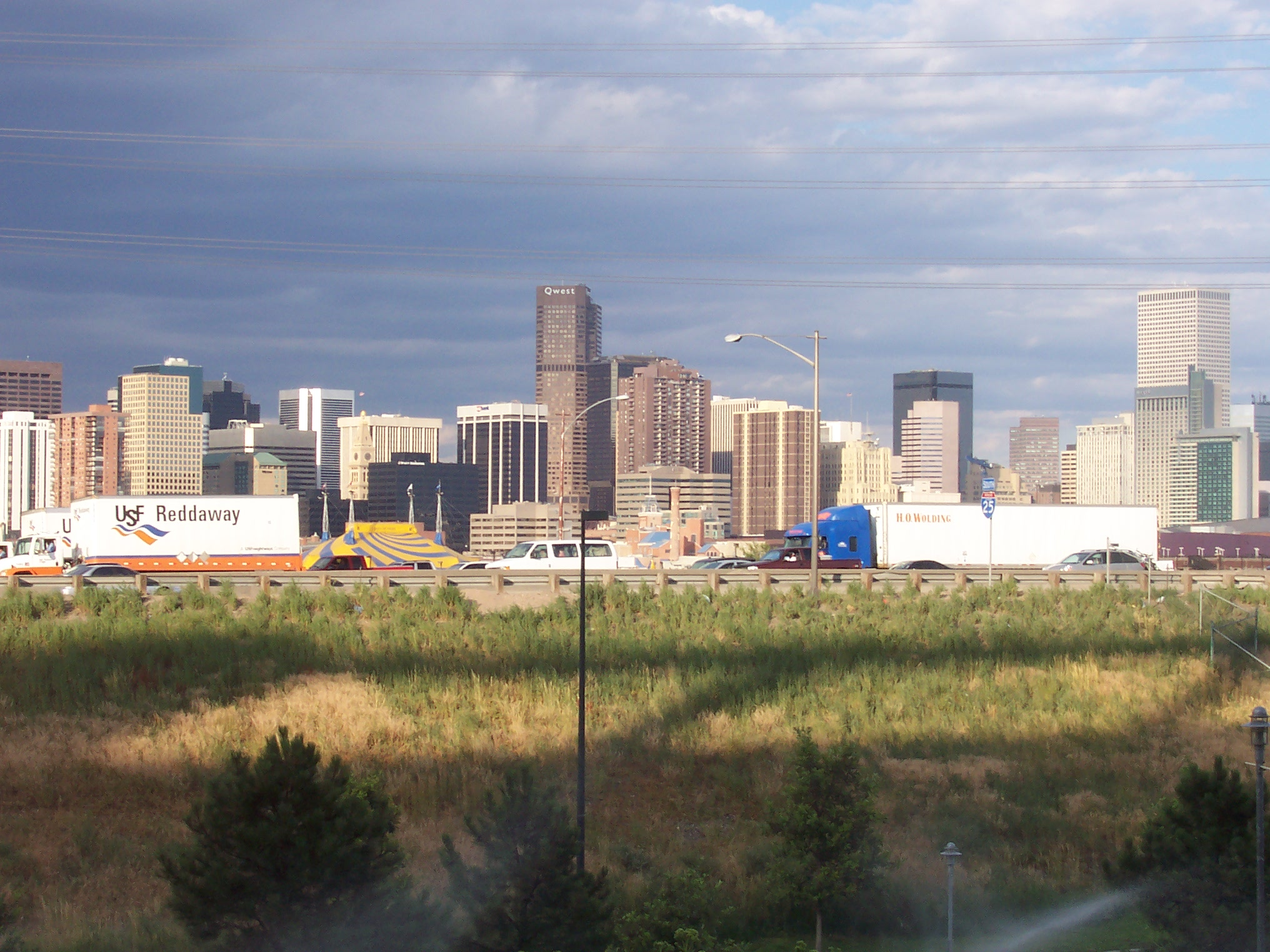
La I-25 en hora punta.

Denver cuenta con las autopistas interestatales I-25 y I-70. La intersección de las dos carreteras interestatales se conoce localmente como «the mousetrap» (‘la ratonera’), debido a que visto desde el aire, los cruces (y los subsiguientes vehículos) se parecen a los ratones en una trampa de gran tamaño.
- La Interestatal 25 se extiende de norte a sur, desde Nuevo México a través de Denver a Wyoming.
  -  La Interestatal 225 atraviesa el barrio de Aurora. La I-225 fue creada para enlazar Aurora con la I-25 en la punta sureste de Denver, y la I-70 al norte de Aurora, comenzó su construcción en mayo de 1964 y finalizó el 21 de mayo de 1976.
- La Interestatal 70 se extiende de este a oeste desde Utah hasta Maryland.
- La Interestatal 76 se inicia desde la I-70 al oeste de la ciudad en Arvada. Cruza la I-25 por el norte de la ciudad y se extiende al noreste de Nebraska, donde termina en la I-80.
- La US 6 sigue el alineamiento del oeste de la 6.ª Avenida de la I-25, y conecta el centro de Denver hacia el oeste-central de las ciudades de Golden y Lakewood. Continúa hacia el oeste a través de Utah y Nevada, hasta Bishop (California).
- La US 36 conecta Denver con Boulder y el parque nacional de las Montañas Rocosas cerca del parque Estes. Se extiende al este hacia Ohio, después de cruzar otros cuatro estados.

Denver también tiene una carretera de circunvalación casi completa conocido como «The 470's». Estas son SH 470 (también conocida como C-470), una autopista en el área metropolitana suroeste, y dos autopistas de peaje, la E-470 (de sureste a noreste) y la Northwest Parkway (desde la terminal de E-470 a US-36). La SH 470 fue originalmente destinada para estar en la I-470 y fue construida con fondos federales, pero los fondos se reorientaron para completar la calle 16 del centro de Denver como calle peatonal. Como resultado, la construcción se retrasó hasta 1980.
Un proyecto de expansión de carreteras y de tránsito para el sur del corredor de la I-25, llamado T-REX (Proyecto de Expansión de Transporte), fue completado el 17 de noviembre de 2006. El proyecto instalaba ensanches y carriles a las carreteras, y mejoras en el acceso y drenaje de las mismas. El proyecto también incluía una línea de tren ligero que recorría desde el centro hasta el extremo sur del área metropolitana en la avenida Lincoln. El proyecto se extendió por casi 31 kilómetros a lo largo de la carretera con una línea adicional de viaje paralelo en la parte de la I-225, parando justo antes de Parker Road.
El aeropuerto es uno de los más activos de Estados Unidos al ser, entre otras cosas, el punto de llegada y salida de los turistas que acuden a visitar los numerosos parques nacionales y estaciones de esquí que hay en el estado.

## Ciudades hermanadas
La ciudad de Denver es partícipe del concepto de hermanamiento de ciudades. Este concepto permite vincular pueblos o ciudades en zonas geográfica y políticamente distintas, con el objetivo de fomentar el contacto humano y los vínculos culturales entre sus habitantes. La Asociación Internacional de Ciudades Hermanas de Denver desarrolla programas para promover las relaciones entre todas las ciudades hermanas de Denver. Cada una de ellas tiene parques en la ciudad con nombres en honor a ellas (excepto la ciudad hermanada más nueva, Ulán Bator, en Mongolia, que finalmente tendrá su propio parque).
Denver es la segunda ciudad hermanada más antigua en los Estados Unidos en relación con Brest (Francia), comenzada en 1948. En 1947, Amanda Knecht, profesora en el East High School, visitó la Brest devastada por la Segunda Guerra Mundial. Cuando regresó, compartió sus experiencias en la ciudad con sus alumnos, y su clase aportó 32 000 dólares para ayudar a reconstruir el pabellón infantil del hospital de Brest. Este regalo dio lugar al desarrollo del programa de ciudades hermanadas con Brest.
La lista de las ciudades hermanadas de Denver incluye:
- Cuiabá, Brasil
- Brest (desde 1948)
- Takayama (desde 1960)
- Nairobi (desde el 2 de marzo de 1975)
- Carmiel (desde 1977)
- Cuernavaca (desde 1983)
- Potenza (desde 1983)
- Chennai (desde 1984)
- Kunming (desde 1985)
- Aksum (desde el 12 de noviembre de 2005)
- Ulán Bator (desde 2001)
- La Paz (desde 1985)
- Ciudad Obregón (desde 2010)

Además, el Consejo Regional de Gobiernos de Denver (que consiste en la ciudad y otros cincuenta y un gobiernos locales) ha establecido una relación de «ciudad hermana» con la gobernación de Bagdad, una de las dieciocho provincias de Irak. También cuenta con la ciudad de Yautepec localizada en el Estado de Morelos

## Personajes
| - Dean Reed, actor (1936-1986) - David Schmitt - Breathe Carolina) (1988-), músico - Kyle Even -Breathe Carolina (1985-), músico - Paul Whiteman, director de orquesta (1880-1967) - Douglas Fairbanks, actor (1883-1939) - Robert A. McGowan, director de cine (1901-1955) - David White, actor (1916-1990) - Ruth Handler, fabricante de la muñeca Barbie (1916‑2002) - Pat Hingle, actor (1924-2009) - Rachel Scott, estudiante (1981-1999) - Jack Swigert, astronauta (1931-1982) - Jan-Michael Vincent, actor (Airwolf) (1944-2019) - Frank Welker, actor (1945-) - Tom Tancredo, político (1945-) - Karl Rove, consejero de George W. Bush (1950-) - Philip Bailey, actor (1951-) - Tim Allen, actor (1953-) - Victor Amaya, tenista (1954-) - David Fincher, director de cine (1962-) - Karly Rothenberg, actriz (1962-) - Scott Lowell, actor (1965-) | - Corey Harris, músico (1969-) - Daniel M. Lewin - matemático y emprendedor (1970‑2002) - Dian Bachar, actor (1970-) - Christopher Stills, cantante (1974-) - India Arie, cantante (1975-) - John Grahame, jugador de hockey sobre hielo (1975-) - Chauncey Billups, jugador de baloncesto (1976-) - Roy Halladay, jugador de baseball(1977-2017) - Cassidey, actriz, (1980-) - Kristin Cavallari, actriz, (1987-) - AnnaSophia Robb, actriz, (1993-) - The Fray, grupo de rock (2002-) - Gordon Mitchell, actor, (1923-2003) - David Miller, Cantante (1973-) - Eve Torres, modelo y luchadora profesional (1984-) - Kal Cahoone, Cantante - Guarius, cantante - Eric Cartman, actor - Eric Harris, Asesino - Dylan Klebold, Asesino - Jason Dahl, Piloto del Vuelo 93 de United Airlines |